# Kaysersberg
Kaysersberg (prononcé [kaizəʁsbɛʁɡ] ; alsacien : Kaisersbari) est une ancienne commune française située dans le département du Haut-Rhin, dans la Collectivité européenne d'Alsace et en région Grand Est.
Cette petite ville se trouve dans la région historique et culturelle d'Alsace et est devenue, le 1er janvier 2016, une commune déléguée de la commune nouvelle de Kaysersberg Vignoble.
Ses habitants sont appelés les Kaysersbergeois et Kaysersbergeoises.

## Géographie

### Localisation
La ville est située au débouché de la vallée de la Weiss dans la plaine d'Alsace, à l'entrée des vallées de Lapoutroie et Orbey. Elle est dominée par deux montagnes dont l'une est couronnée par les ruines du Schlossberg.
C'est une des 201 communes du parc naturel régional des Ballons des Vosges, réparties sur quatre départements : les Vosges, le Haut-Rhin, le Territoire de Belfort et la Haute-Saône.
Kaysersberg se situe sur la route des vins d'Alsace.
|           | Riquewihr    | Riquewihr    |
| Labaroche | Kaysersberg  | Ammerschwihr |
| Labaroche | Ammerschwihr | Ammerschwihr |

### Écarts et lieux-dits
- Alspach
- Saint-Erhard
- Seegmulh
- Mandelmuhl
- Geisbourg
- Saint-Alexis
- Wasserfels
- Saint-Jean
- Gare de Fréland

### Géologie et relief
À l'entrée de la ville, sous la chapelle Saint-Wolfgang, affleurent des migmatites rapportées au Dévonien, à la faveur de l'orogenèse varisque. Les roches encaissantes, en l’occurrence les grauwackes, forment des enclaves étirées au sein du magma.
Hydrogéologie et climatologie : Système d’information pour la gestion de l’Aquifère rhénan, par le BRGM :
Territoire communal : Occupation du sol (Corinne Land Cover); Cours d'eau (BD Carthage),
Géologie : Carte géologique; Coupes géologiques et techniques,
 Hydrogéologie : Masses d'eau souterraine; BD Lisa; Cartes piézométriques.

### Hydrographie et les eaux souterraines
Cours d'eau traversant la commune :
- La ville est traversée par la Weiss[5].
- La Fecht[6].
- Dérivation de Kintzheim[7].
- Ruisseaux :
  - Ruisseau le Walbach[8].
  - Ruisseau le Bogenbach[9].
  - Ruisseau le Brittelbach[10].

## Toponymie
- Keisirsberg, Caesareum castrum, 1284.
- Keysersberg, 1327.

Kaysersberg peut se traduire par la « Montagne de l'empereur ». La ville est souvent surnommée «KB» par les habitants des environs.

## Histoire

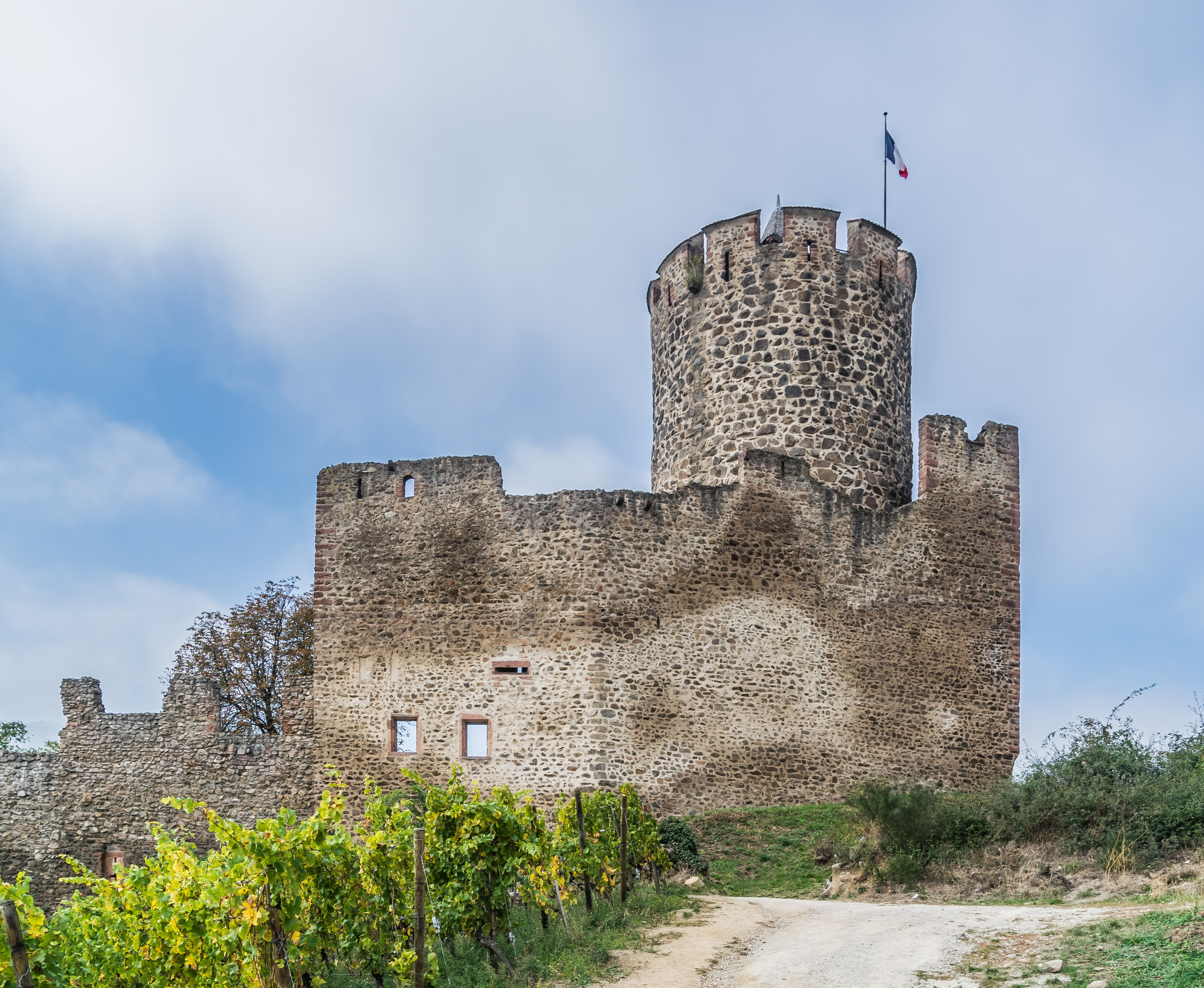
Le Schlossberg.

Le Val d'Orbey était autrefois un des passages les plus fréquentés des Vosges, et il est à présumer qu'il ne fut pas négligé par les Romains, qui, d'après la tradition, y avaient établi un campement militaire.

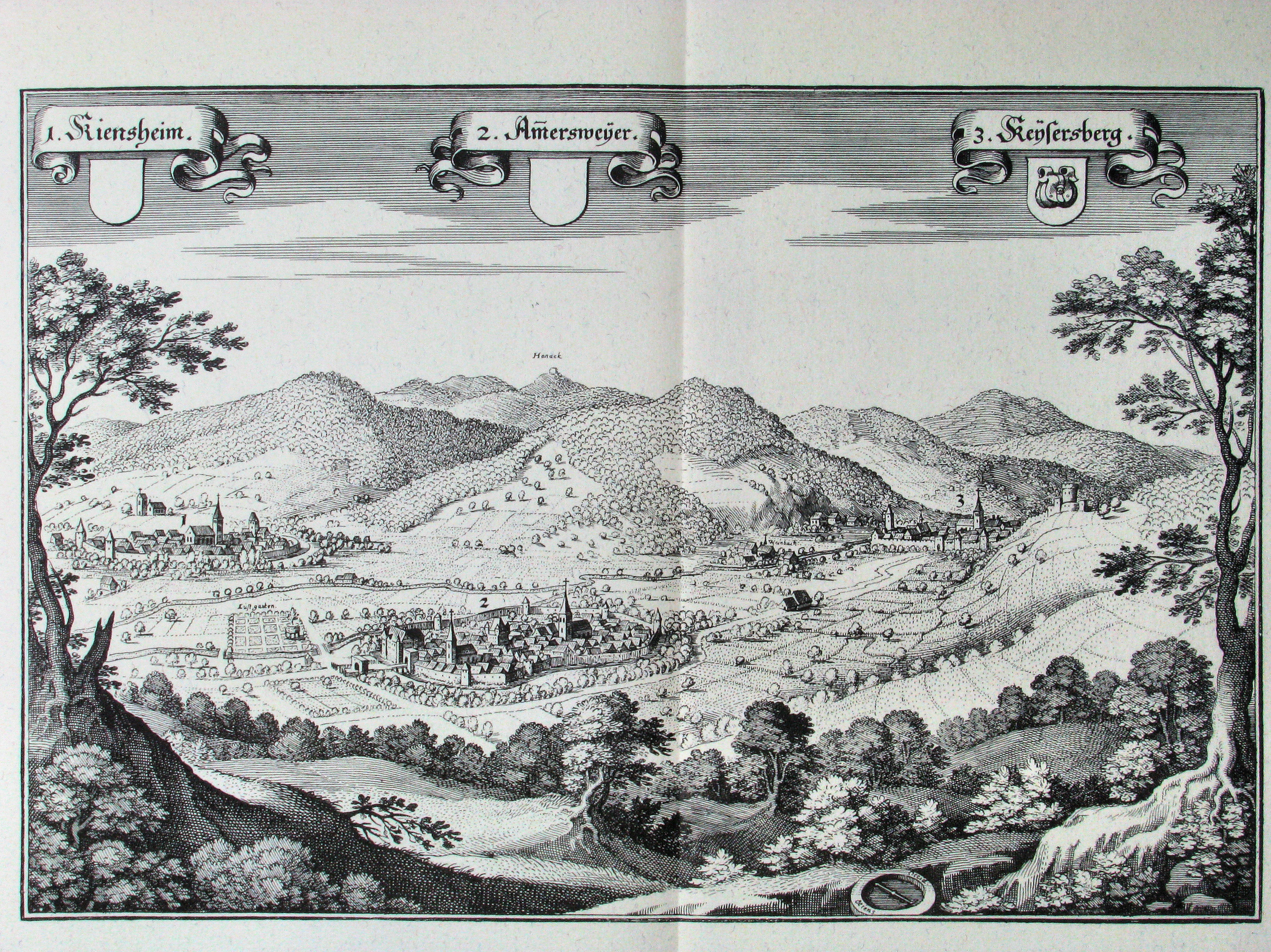
Topographia Alsatiae, Keysersberg

On fait mention pour la première fois de Kaysersberg en 1227, lorsque l'empereur du Saint-Empire romain germanique, Frédéric II du Saint-Empire, petit-fils de Frédéric Barberousse ordonne l'achat du petit château afin de contrôler la vallée de la Weiss qui relie la Haute Alsace à la Lorraine en passant par le col du Bonhomme.
À part quelques maisons et le couvent bénédictin situé à une demi-lieue en amont de la rivière, au lieu-dit Alspach, l'entrée de la vallée est alors inhabitée.
L'empereur y choisit de construire une des forteresses les plus imposantes de sa ligne de défense pour se protéger des ducs de Lorraine qui auraient pu profiter de ce passage facile pour envahir l'Empire. La bourgade entame alors une phase d'expansion et d'enrichissement.
En 1247, Henri de Stahleck, évêque de Strasbourg, s'efforça inutilement de s'emparer de la ville. Prise l'année suivante par le duc Mathieu de Lorraine, elle fut occupée, en 1261 par Rodolphe de Habsbourg, qui avait pris le parti de l'évêque de Strasbourg contre son évêque. Devenu empereur, il y revint en 1285. En 1334, Louis de Bavière l'engagea à Jean, roi de Bohême, et le reprit sur lui après un siège en 1336.
Pour reconnaître son importance, le roi Adolphe Ier de Nassau lui accorde les mêmes droits et privilèges que ceux dont bénéficie déjà sa voisine Colmar : le 18 mars 1293, Kaysersberg devient ville d'Empire. À partir de ce moment-là, elle ne dépend plus que de l'Empereur : aucun seigneur ne pourra plus revendiquer de droits sur elle. Charles IV affranchit en 1347 les citoyens de Kaysersberg de toute juridiction étrangère.
L'empereur Charles IV y séjourne au printemps 1354 où il tint une assemblée des villes libres de l'Alsace pour aviser aux moyens de maintenir la paix publique. Il se révèle être le grand bienfaiteur de la ville, lui accordant de nouveaux privilèges. Il appuie de son autorité la création de la Décapole, le 24 septembre 1354.
En ce jour, dix villes alsaciennes se réunissent au sein d'une ligue. Elles se promettent assistance et protection mutuelle. Traversant les tourmentes de l'Histoire, la Décapole subsistera pendant trois siècles. Kaysersberg se développe grâce à l'artisanat et en particulier au négoce du vin d'Alsace si bien qu'au XIVe siècle et au XVe siècle, la ville fut agrandie, malgré les protestations du seigneur de Ribeaupierre et de Lupfen. La ville de Strasbourg fut choisie pour arbitrer le différend en 1647.
En 1525, pendant la Guerre des Paysans allemands, les paysans révoltés s'emparèrent de Kaysersberg en l'abandonnant presque aussitôt pour aller combattre à Scherwiller les troupes du duc Antoine. Ils y furent massacrés par les troupes lorraines.
Maximilien lui donne en 1573 comme bailli impérial Lazare de Schwendi qui a combattu en Hongrie et pris la ville de Tokaj. C'est là qu'il aurait recueilli quelques plants de vigne du fameux cépage dont il fit don à la ville de Kaysersberg. Ces quelques plants se sont largement multipliés et ont fait la réputation viticole de la ville. Le comte Antoine Henri d'Andlau en fut le dernier titulaire.
La guerre de Trente Ans ruinera la florissante ville. Elle se repeuplera peu à peu jusqu'à la Révolution française et retrouva alors ses activités d'antan.
La ville de Kaysersberg renfermait avant la Révolution, une commanderie de l'Ordre Teutonique et un couvent de Récollets ; ce dernier s'était trouvé, jusqu'en 1483, dans la vallée de Saint-Jean, derrière Alspach.
Au cours de la période révolutionnaire de la Convention nationale (1792-1795), la commune a porté le nom de Mont-Libre.
Au cours du XIXe siècle, l'activité textile se développa dans le village.
A la fin du XIXe siècle, une ligne de chemin de fer exploité par la KTB puis CVK reliait Colmar a Lapoutroie en passant par Kaysersberg.
Le 4 décembre 1944, Kaysersberg devient le verrou de la poche de Colmar. La ville est mise en état de siège par des éléments de la 189e ID sous les ordres du major Georges Herbrechtsmeier.
Le 16 décembre 1944, des éléments de la 36e division d'infanterie accompagnés d'un peloton du 1er régiment de cuirassiers français venu d'Aubure, occupent les hauteurs au-dessus du château. Le 18 décembre 1944, les blindés d'un Combat command arrivent de Riquewihr, à travers le vignoble, tandis que les légionnaires descendent par la vallée d'Aspach. Le soir du même jour après d'âpres combats le PC allemand se rend et tous les éléments alliés font leur liaison libèrant ainsi Kaysersberg. La ville est endommagée par les combats d'artillerie et les combats de rue, et la commune sera décorée, le 12 février 1949, de la Croix de guerre 1939-1945.

### Héraldique
| Blason de Kaysersberg | Les armes de Kaysersberg se blasonnent ainsi : « D'argent à la bourse de sable ferrée d’or. » |

## Politique et administration

### Budget et fiscalité 2015[17]

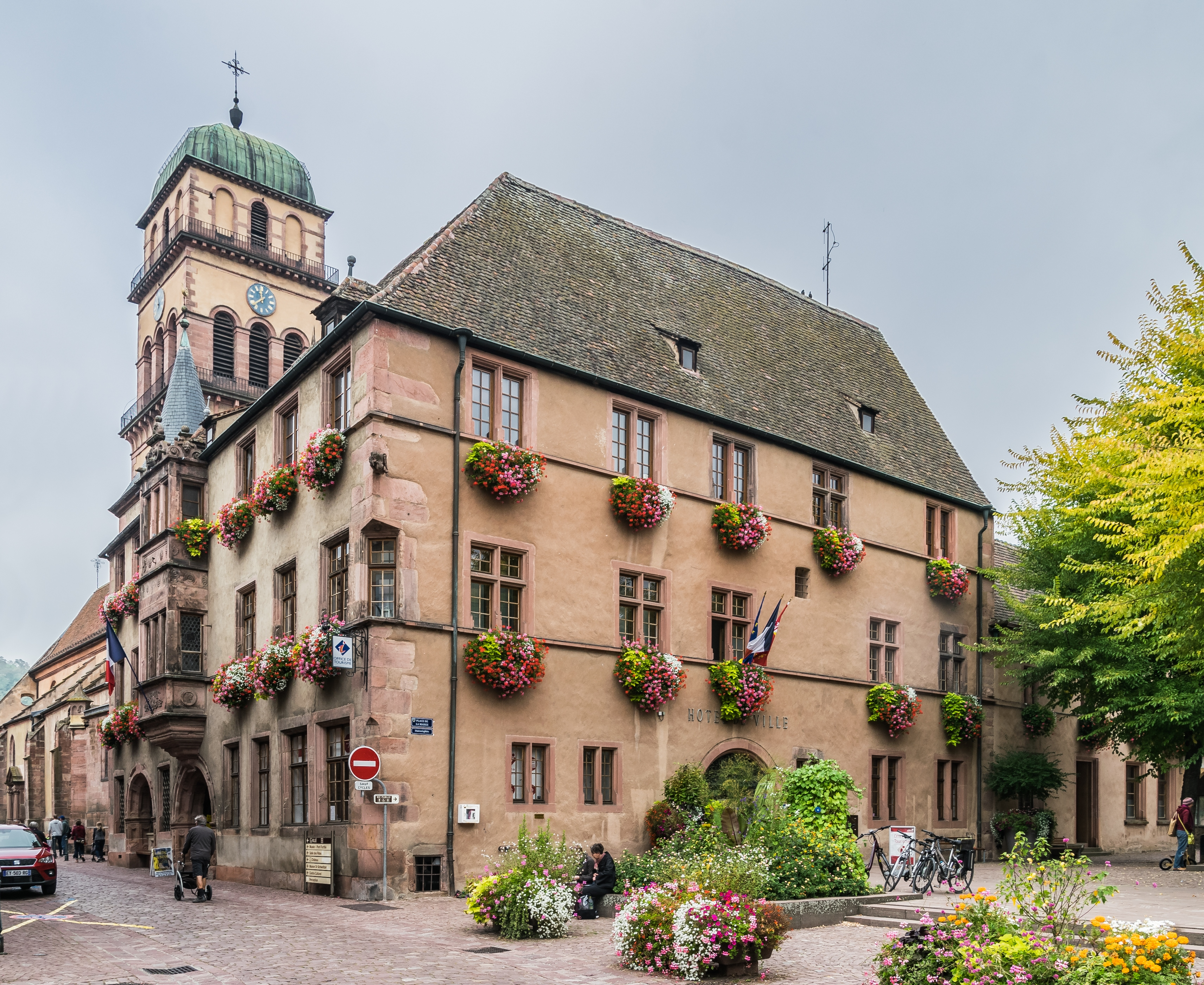
Hôtel de ville (1521).

En 2015, le budget de la commune était constitué ainsi :
- total des produits de fonctionnement : 4 594 000 €, soit 1 651 € par habitant ;
- total des charges de fonctionnement : 3 715 000 €, soit 1 335 € par habitant ;
- total des ressources d'investissement : 2 554 000 €, soit 918 € par habitant ;
- total des emplois d'investissement : 1 611 000 €, soit 579 € par habitant ;
- endettement : 3 580 000 €, soit 1 286 € par habitant.

Avec les taux de fiscalité suivants :
- taxe d'habitation : 8,55 % ;
- taxe foncière sur les propriétés bâties : 9,21 % ;
- taxe foncière sur les propriétés non bâties : 84,42 % ;
- taxe additionnelle à la taxe foncière sur les propriétés non bâties : 0,00 % ;
- cotisation foncière des entreprises : 0,00 %.

### Budget et fiscalité 2021
En 2021, le budget de la commune de Kaysersberg-Vignoble était constitué ainsi :
- total des produits de fonctionnement : 6 700 000 €, soit 1 477 € par habitant ;
- total des charges de fonctionnement : 5 631 000 €, soit 1 241 € par habitant ;
- total des ressources d'investissement : 3 323 000 €, soit 732 € par habitant ;
- total des emplois d'investissement : 3 091 000 €, soit 681 € par habitant ;
- endettement : 4 345 000 €, soit 958 € par habitant.

Avec les taux de fiscalité suivants :
- taxe d'habitation : 9,54 % ;
- taxe foncière sur les propriétés bâties : 24,58 % ;
- taxe foncière sur les propriétés non bâties : 60,53 % ;
- taxe additionnelle à la taxe foncière sur les propriétés non bâties : 0,00 % ;
- cotisation foncière des entreprises : 0,00 %.

Chiffres clés Revenus et pauvreté des ménages en 2020 : médiane en 2020 du revenu disponible, par unité de consommation : 249 300 €.

## Population et société

### Démographie

#### Pyramide des âges
L'évolution du nombre d'habitants est connue à travers les recensements de la population effectués dans la commune depuis 1793. À partir du 1er janvier 2009, les populations légales des communes sont publiées annuellement dans le cadre d'un recensement qui repose désormais sur une collecte d'information annuelle, concernant successivement tous les territoires communaux au cours d'une période de cinq ans. 
Pour les communes de moins de 10 000 habitants, une enquête de recensement portant sur toute la population est réalisée tous les cinq ans, les populations légales des années intermédiaires étant quant à elles estimées par interpolation ou extrapolation. Pour la commune, le premier recensement exhaustif entrant dans le cadre du nouveau dispositif a été réalisé en 2008,.
En 2013, la commune comptait 2 701 habitants, en évolution de −0,92 % par rapport à 2008 (Haut-Rhin : +1,54 %, France hors Mayotte : +2,49 %).
| 1793  | 1800  | 1806  | 1821  | 1831  | 1836  | 1841  | 1846  | 1851  |
| ----- | ----- | ----- | ----- | ----- | ----- | ----- | ----- | ----- |
| 2 600 | 2 308 | 2 541 | 2 867 | 3 053 | 3 383 | 3 138 | 3 271 | 3 465 |

| 1856  | 1861  | 1866  | 1871  | 1875  | 1880  | 1885  | 1890  | 1895  |
| ----- | ----- | ----- | ----- | ----- | ----- | ----- | ----- | ----- |
| 3 311 | 3 217 | 3 173 | 2 831 | 2 588 | 2 590 | 2 746 | 2 738 | 2 759 |

| 1900  | 1905  | 1910  | 1921  | 1926  | 1931  | 1936  | 1946  | 1954  |
| ----- | ----- | ----- | ----- | ----- | ----- | ----- | ----- | ----- |
| 2 662 | 2 657 | 2 700 | 2 485 | 2 540 | 2 559 | 2 504 | 2 357 | 2 549 |

| 1962  | 1968  | 1975  | 1982  | 1990  | 1999  | 2008  | 2013  | - |
| ----- | ----- | ----- | ----- | ----- | ----- | ----- | ----- | - |
| 2 821 | 2 979 | 2 942 | 2 707 | 2 755 | 2 676 | 2 726 | 2 701 | - |

## Enseignement
Établissements d'enseignements :
- La ville de Kaysersberg a :
  - 3 écoles maternelles,
  - 3 écoles primaires,
  - un collège public d'enseignement secondaire, le collège Albert-Schweitzer.
- Lycées à Ribeauvillé, Ingersheim, Wintzenheim, Colmar.

## Lieux et monuments

### Église de l'Invention-de-la-Sainte-Croix de Kaysersberg
Église paroissiale, dédiée à Sainte Croix (XIIIe – XVe siècle). Elle fut commencée vers 1230. Le portail roman et la nef centrale sont du XIIIe siècle tandis que le chœur et les nefs latérales datent des XVe et XVIe siècles. L'intérieur est orné d'un retable de 1518, œuvre de Jean Bongart. Un Christ triomphant, avec les statues de la Vierge et de saint Jean, XVe siècle, suspendu sous la voûte du transept, un Saint Sépulcre en pierre achevé en 1514 par le maître d'œuvre Jacques Wirt, une émouvante Déploration du Christ (1521), un saint Jacques assis (1523), un buste de saint Blaise, une statue de saint Jean (vers 1510), un lumineux vitrail du Calvaire, œuvre de Pierre d'Andlau de Strasbourg (1470), les fonts baptismaux romans, sont d'autres joyaux.

#### Retable de 1518 du sculpteur Jean Bongart[32]

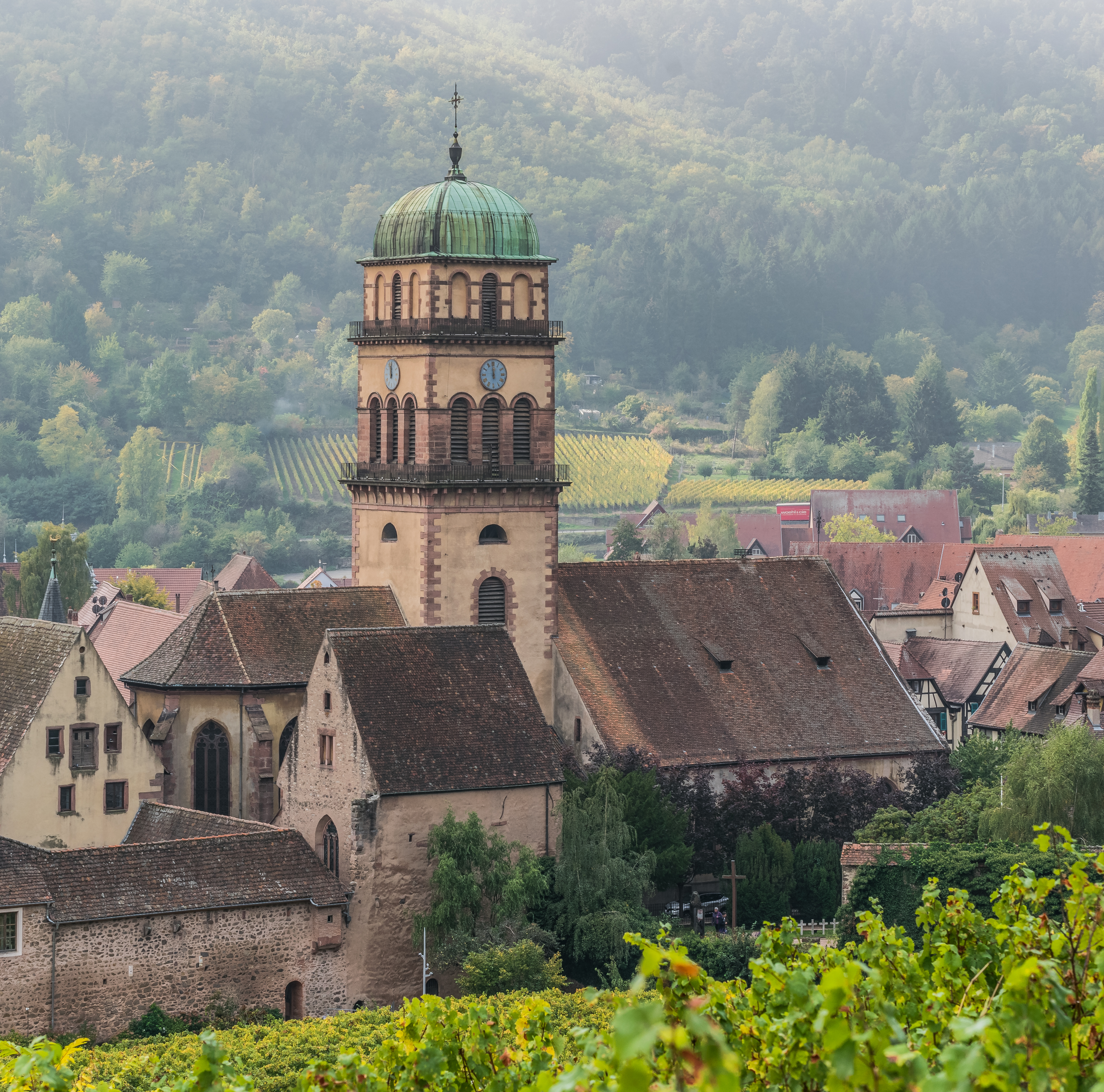
Église de l'Invention-de-la-Sainte-Croix
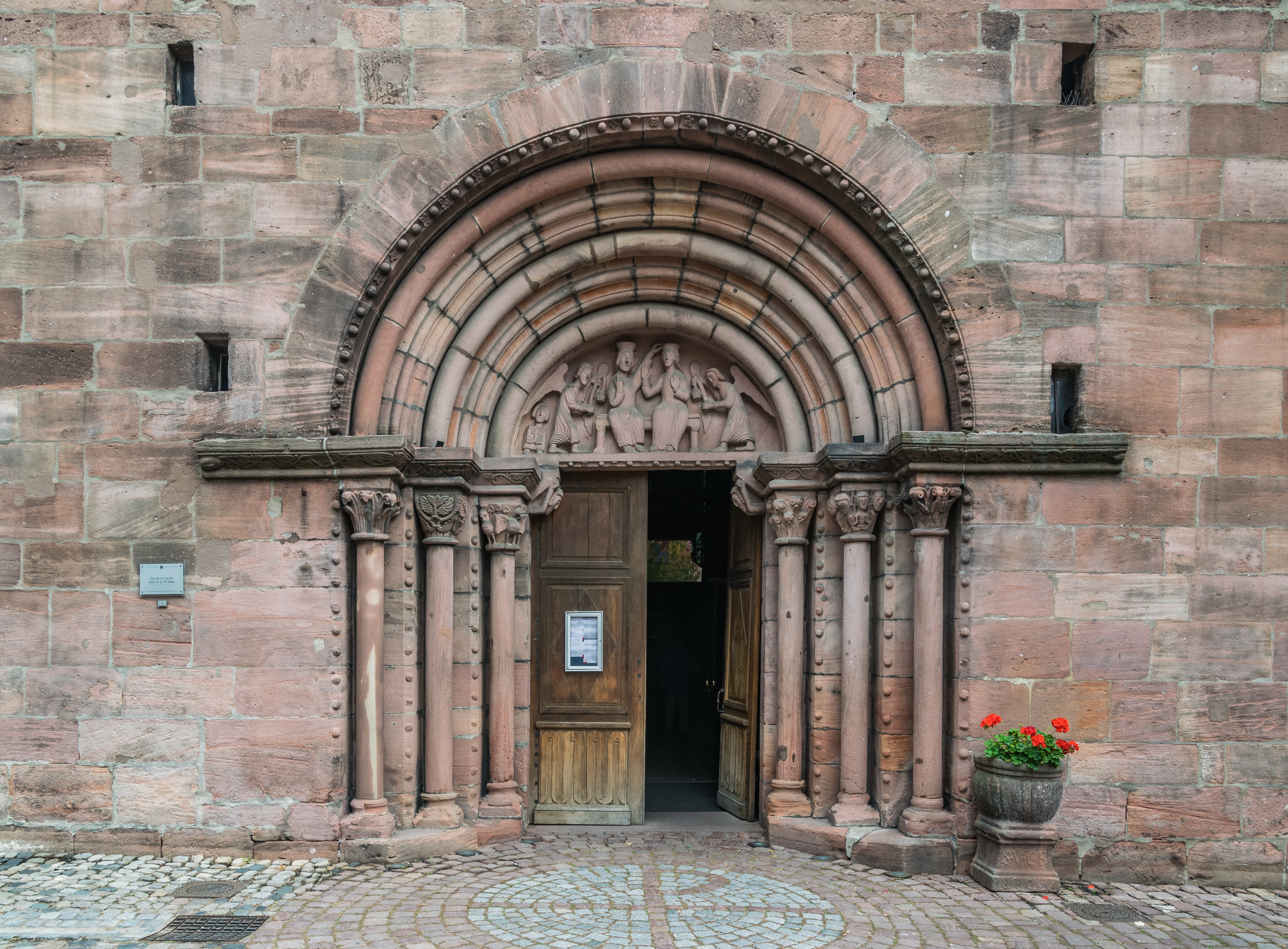
Portail roman (XIIIe)
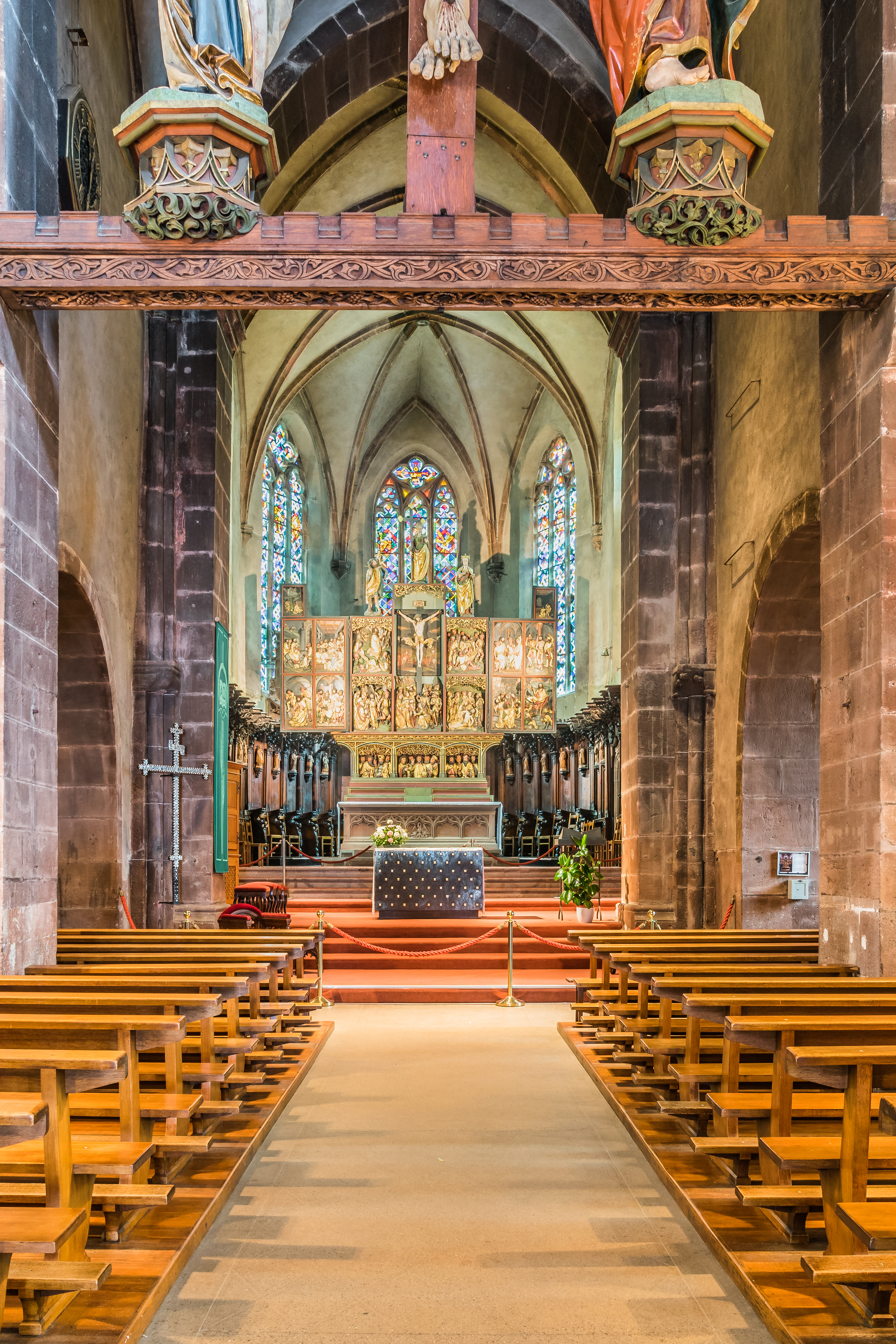
Intérieur de l'église
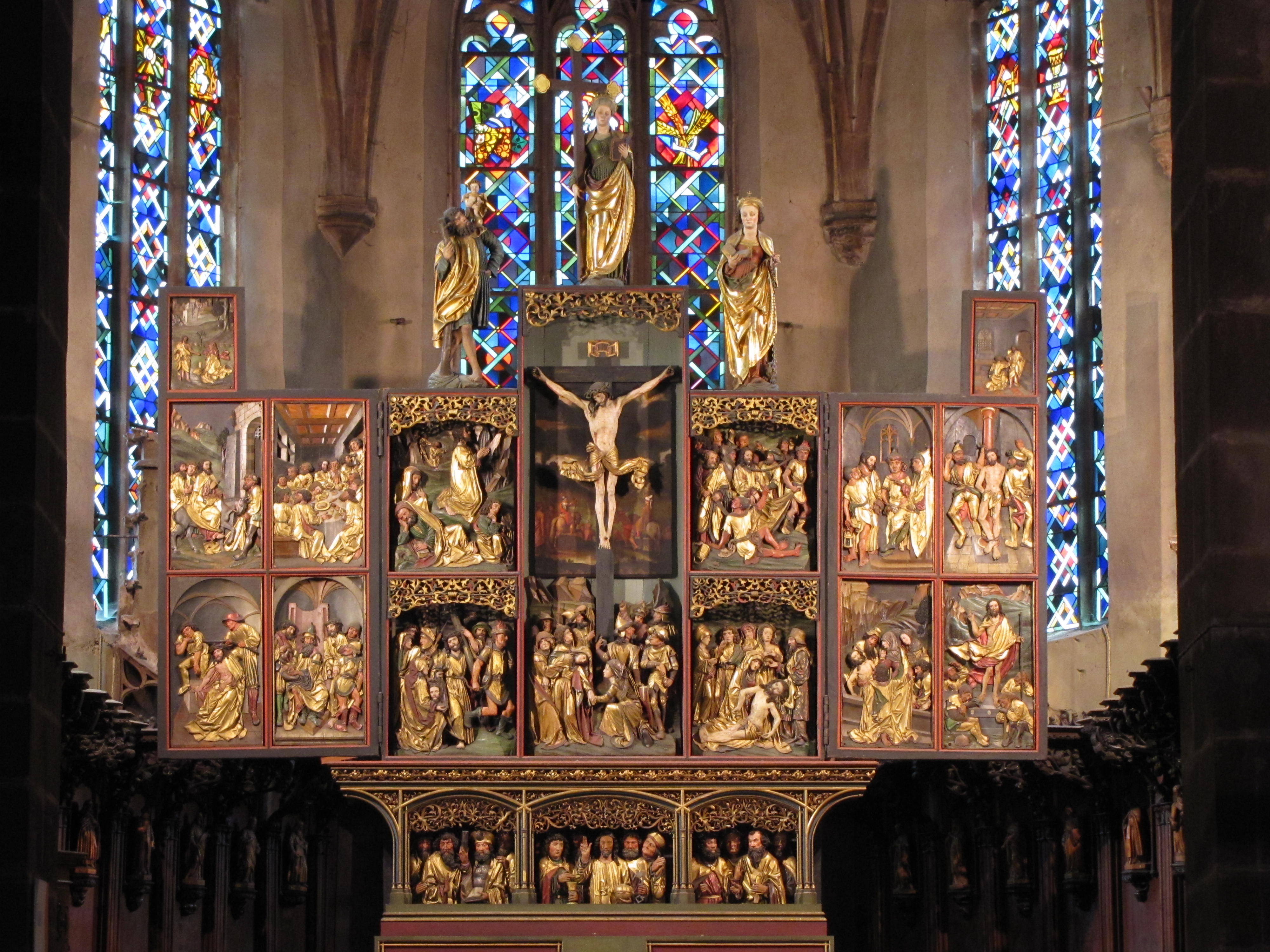
Retable de 1518 du sculpteur Jean Bongart

### Chapelles de Kaysersberg
- Chapelle Notre-Dame du Scapulaire, d'Oberhof

La chapelle et la propriété attenante appartenaient jadis à l'abbaye de Pairis, près d'Orbey. Elle fut construite en 1391 grâce à la générosité de Wetzel Berwart, décédé en 1396. Il est enterré dans la chapelle où la pierre tombale est toujours visible. L'édifice est agrandi et consacré une seconde fois en 1473. Pendant la Révolution la chapelle est vendue et achetée par l'ancien régisseur Pierre Eckert. Elle appartient aujourd'hui à la famille Salzmann-Thomann et abrite plusieurs statues polychromes des XVIIIe et XIXe siècles, les pièces maîtresses étant une Vierge à l'Enfant du XIVe siècle et la crosse de l'abbesse d'Alsace.
- Chapelle Saint-Michel, place Jean Ittel.

- Chapelle Saint-Alexis (XVIe siècle)

La chapelle Saint-Alexis située dans la forêt, entre les bancs communaux de Riquewihr et Fréland a fait partie d'un ancien ermitage jusqu'au XVIIe siècle. La ville de Kaysersberg  transforme ensuite l'ermitage en ferme et loue celle-ci jusqu'à vendre à des particuliers au début du XIXe siècle. La chapelle est restaurée et agrandie par Aimé Maire en 1887 par le rajout d'un chœur arrondi et d'un clocheton. Elle renferme un bas-relief du début du XVIe siècle représentant la mort de Saint-Alexis et reprenant toutes les caractéristiques  du style gothique tardif. La sculpture est présentée dans un encadrement baroque bordé sur les côtés de colonnes cannelées servant de support aux statuettes polychromes de saint Joseph et de sainte Madeleine.
- Chapelle Saint-Wolfgang, D 415.

- Chapelle Saint-Michel, route de Lapoutroie.
- Église luthérienne, rue De Gaulle.

### Mémorial
Mémorial réalisé par Martine Lutz, sculpteur.

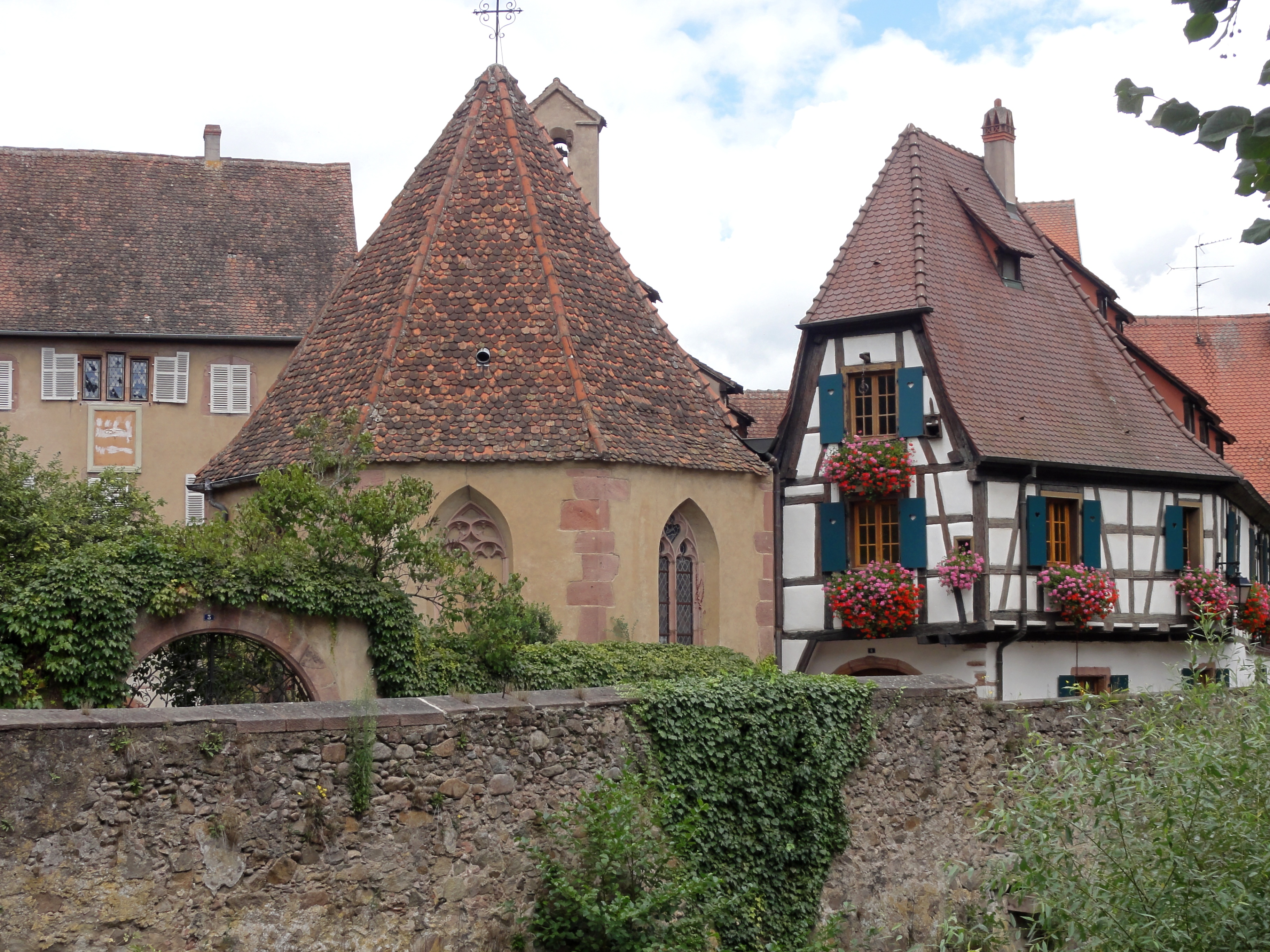
Chapelle de l'Oberhof
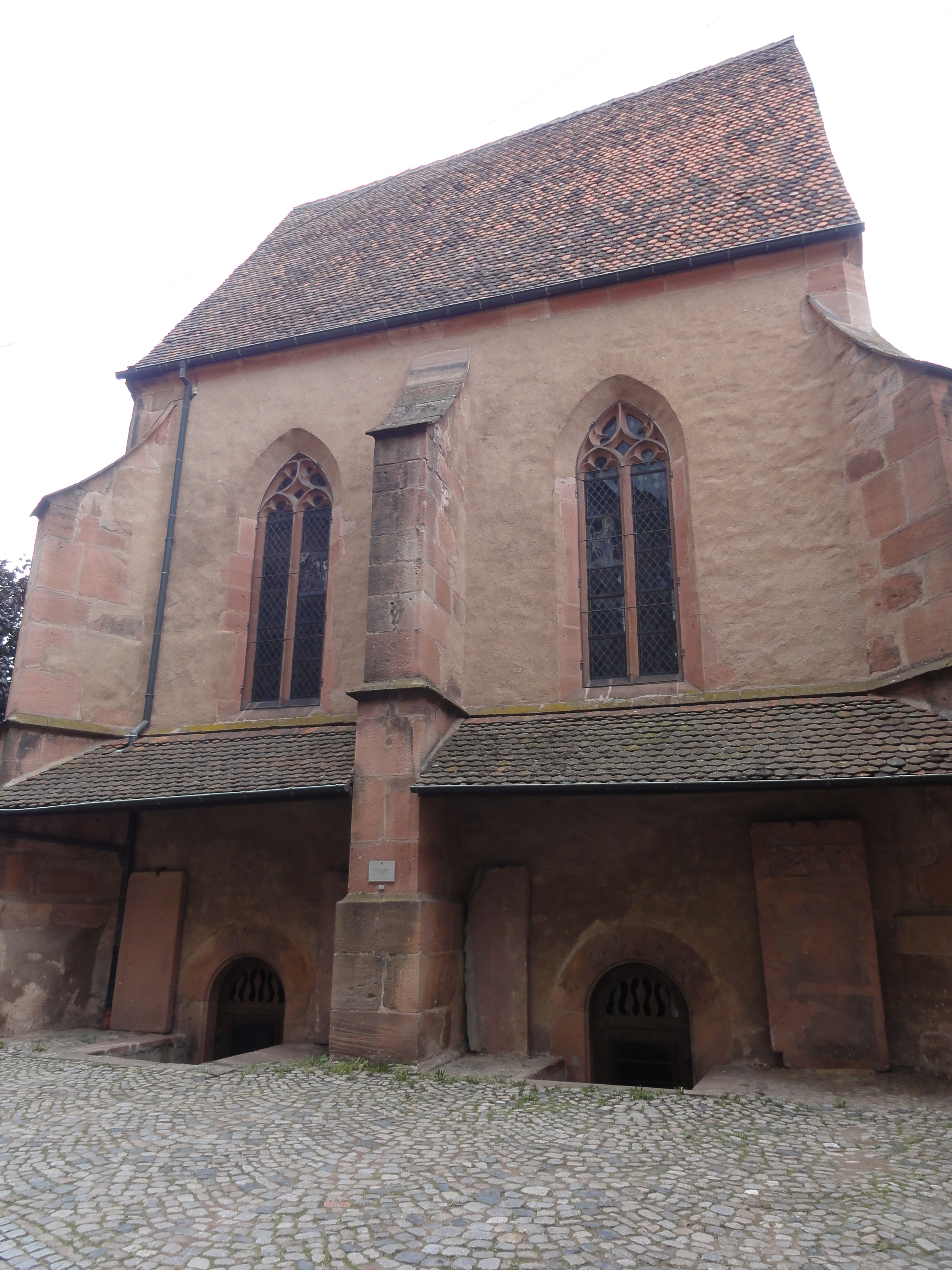
Chapelle Saint-Michel avec ossuaire, place Jean-Ittel
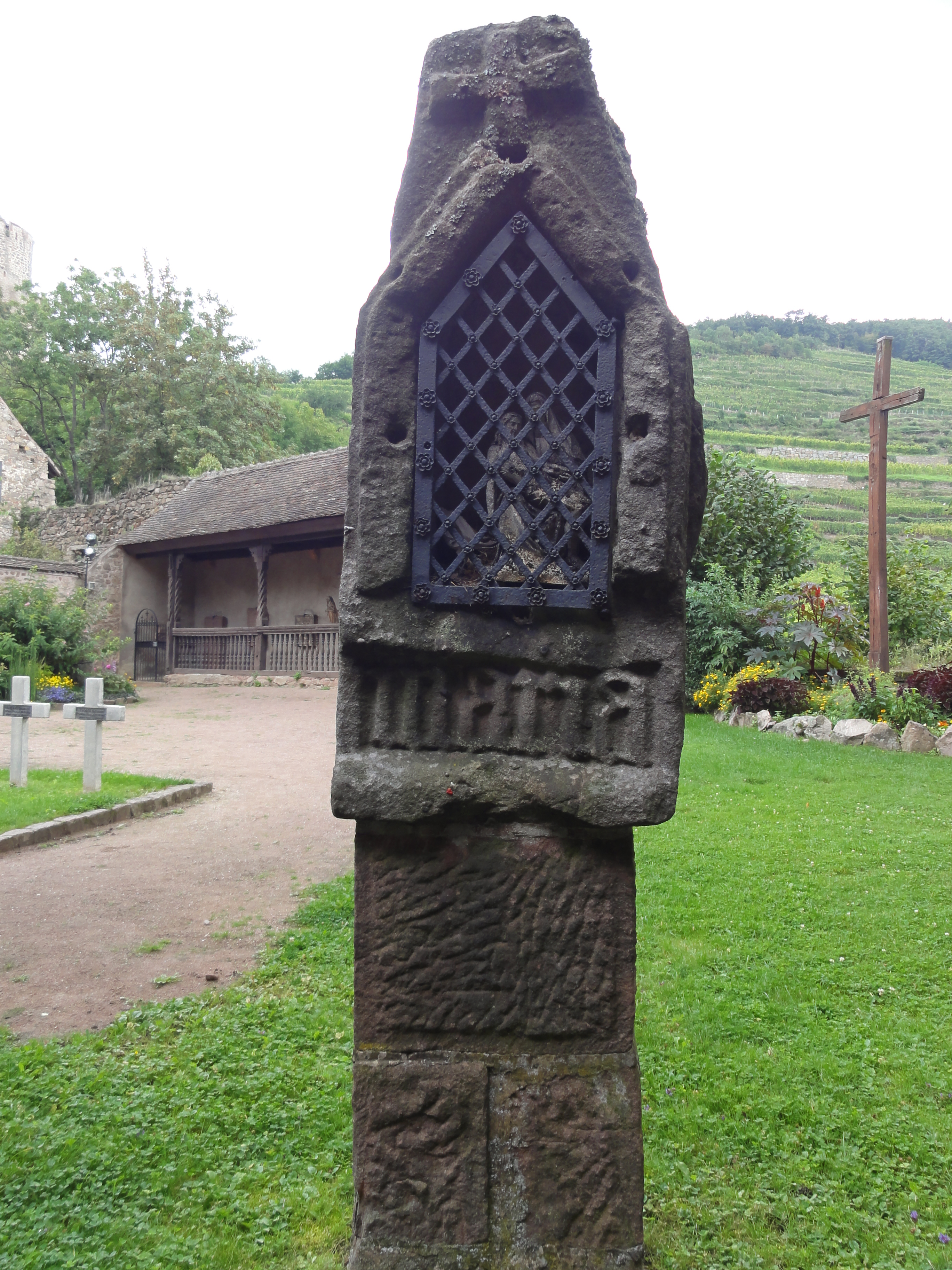
Galerie du Mont-des-Oliviers, place Jean-Ittel
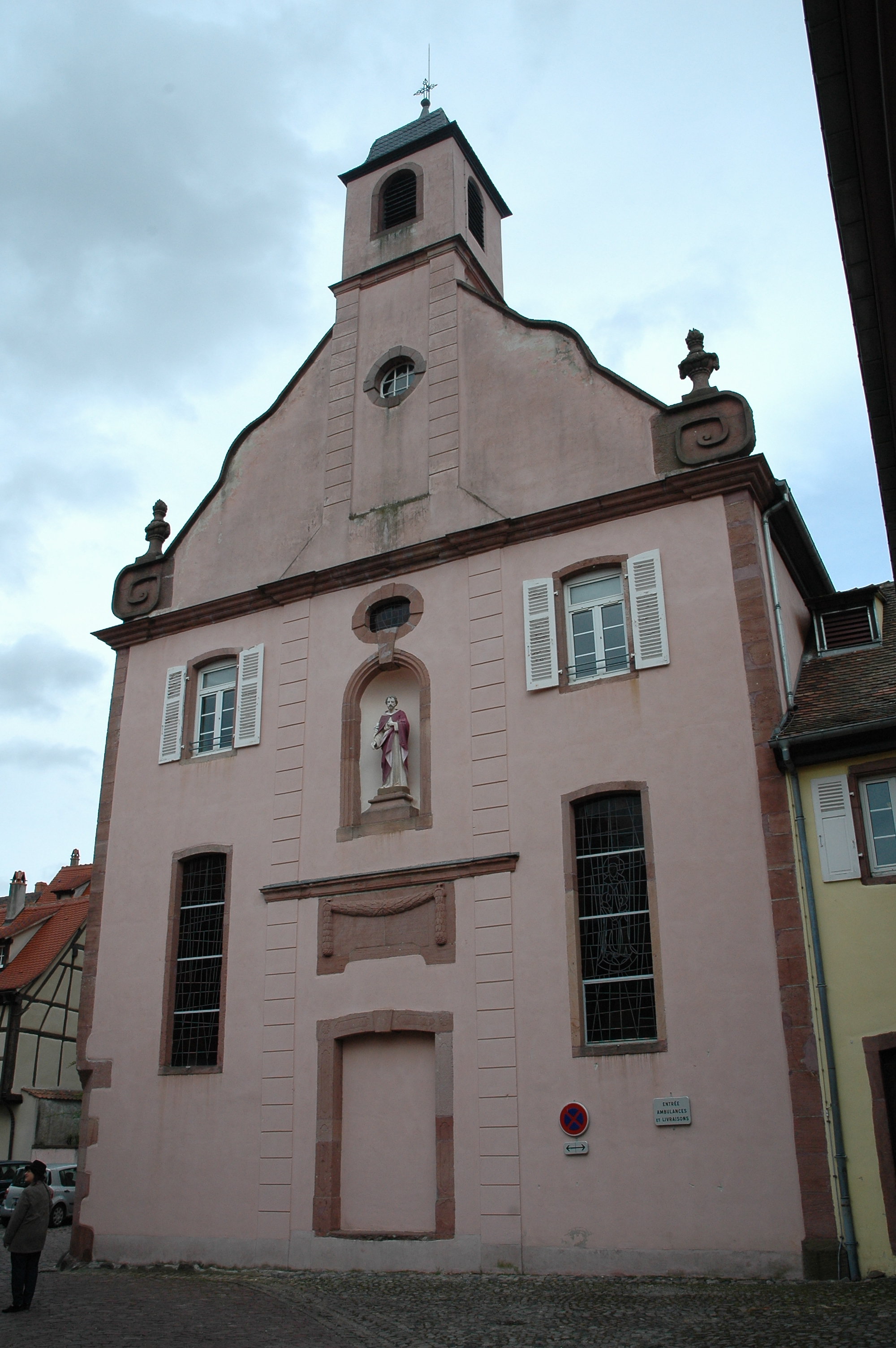
Chapelle de l'ancien couvent de franciscains (XVIIIe)

### Hôtel de ville (1521)
De style Renaissance rhénane :
 Construit en 1521. La grande salle du Conseil est caractérisée par un plafond à caisson et par des lambris en bois, ainsi que par des portes aux colonnes cannelées et aux chapiteaux doriques et ioniques, surmontés d'un travail de marqueterie représentant le symbole de la justice.

### Pont fortifié (XVe–XVIesiècles)
Remplaçant un ancien ouvrage en bois, ce pont fortifié fut construit en 1514 et est alors muni, de part et d'autre des parapets, de meurtrières afin de prévenir toute action pouvant survenir le long de la Weiss. Au milieu du pont, une chapelle surmontée des armoiries du Saint-Empire romain germanique et de celles de la ville abrite une statue polychrome de la Vierge du XVIIIe siècle.

### Tour de la porte haute  (XVesiècle)
La tour Kessler date de 1371. Elle servit régulièrement de prison. La porte d’origine est celle située en hauteur, à laquelle on accédait par une échelle qu'on retirait pour interdire l’accès aux assaillants.

### Clos des Capucins (1612)
Construit par les moines capucins en 1612 sur l'emplacement de l'actuel Domaine Weinbach, le clos des capucins est un ensemble de corps de bâtiments datant du début du XVIIe siècle. De cette époque subsiste principalement la cave et les chais.

### Château de Kaysersberg "Schlossberg"
Ruine dominant le rempart urbain au nord-ouest, à l'extrémité d'une crête granitique.

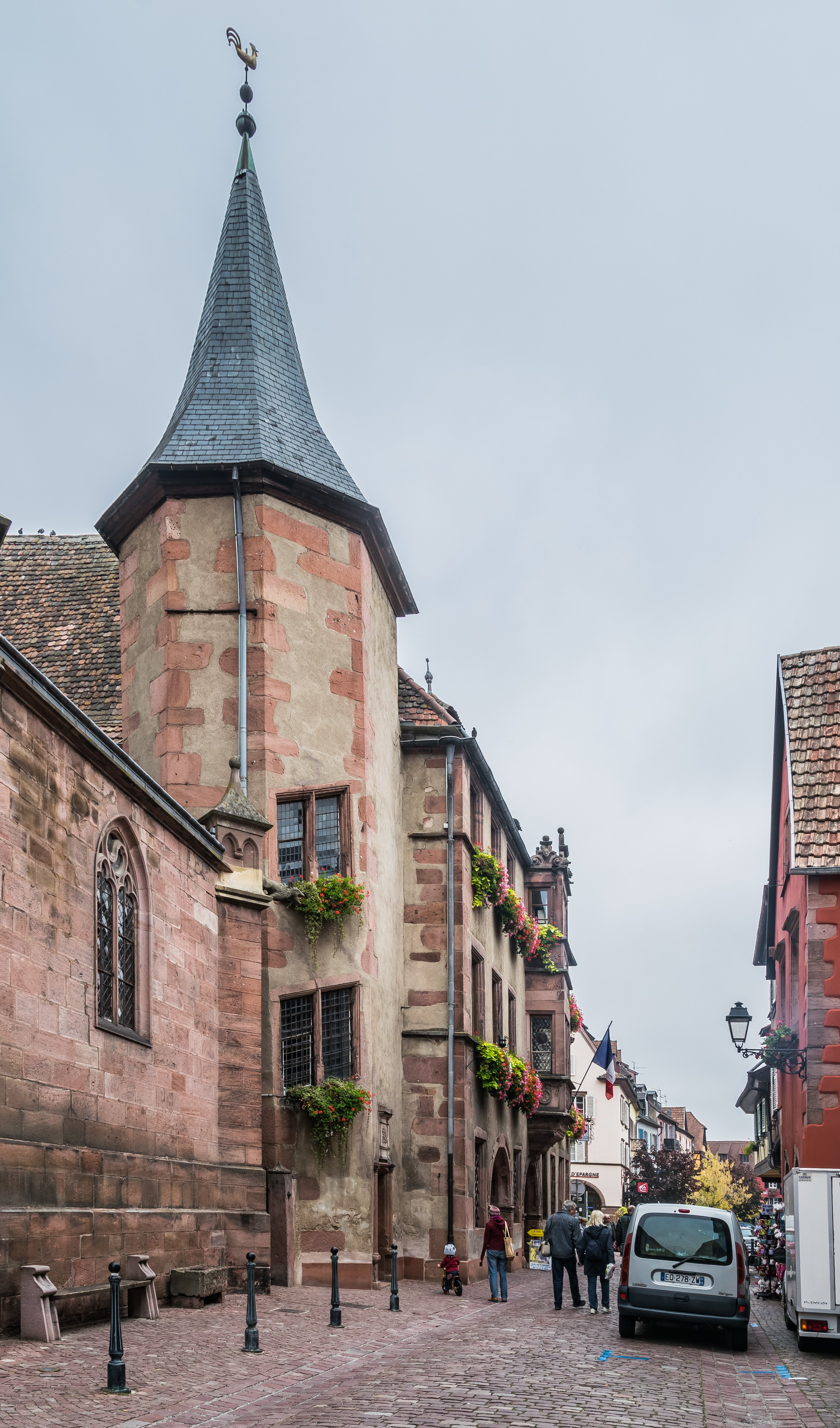
Hôtel de ville, façade sur la rue du Général-de-Gaulle
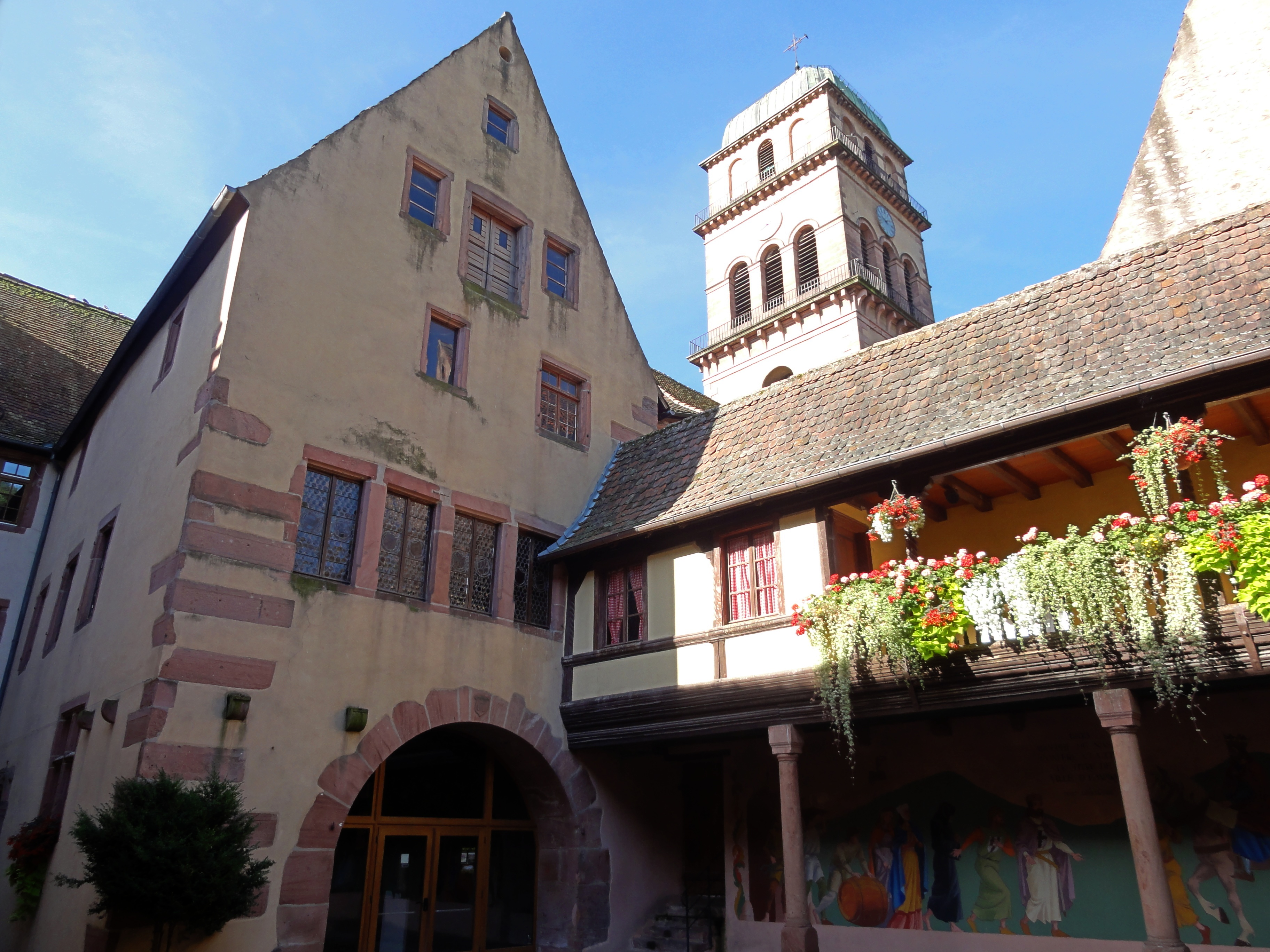
Hôtel de ville, cour intérieure
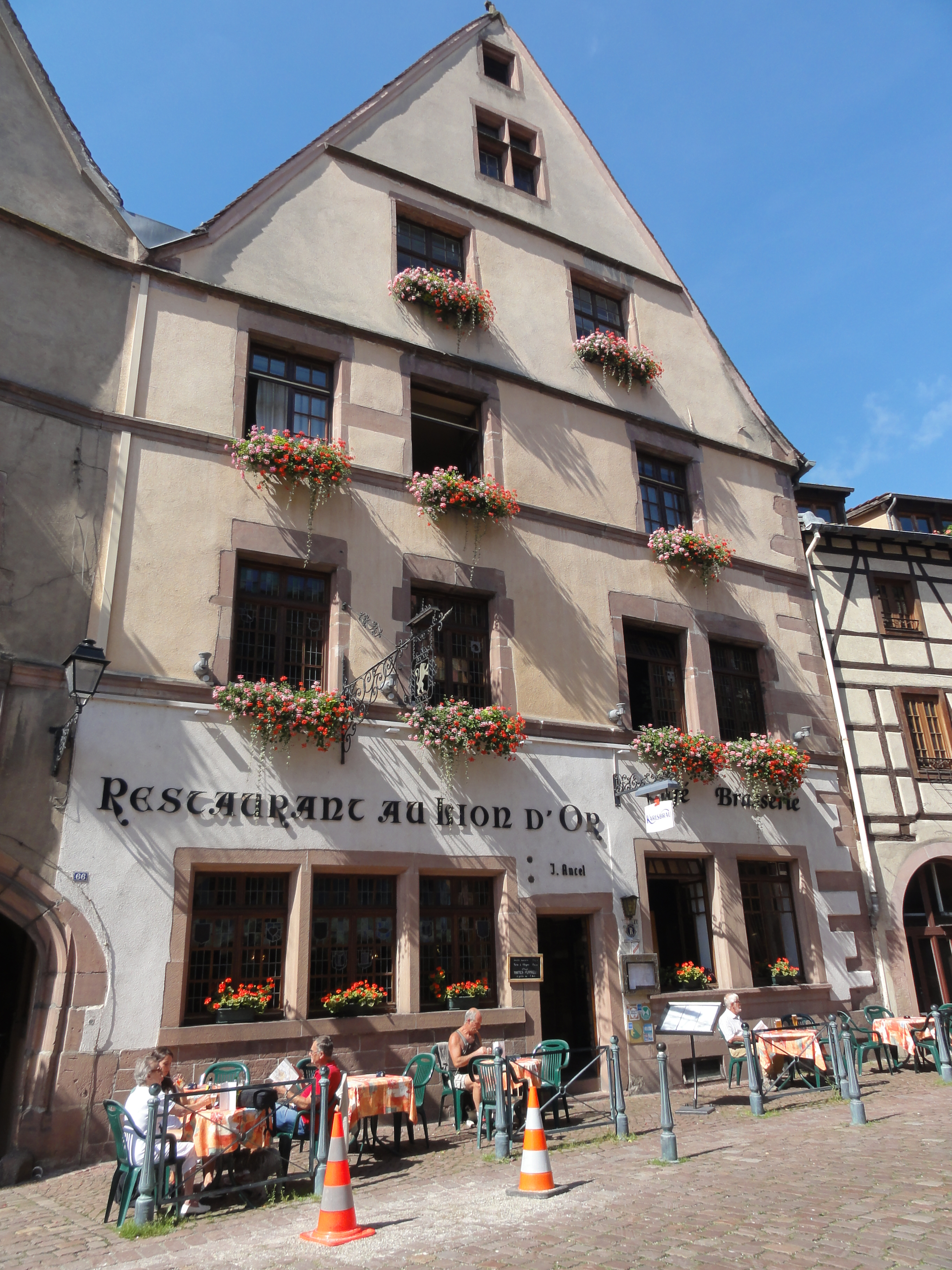
Musée historique de Kaysersberg
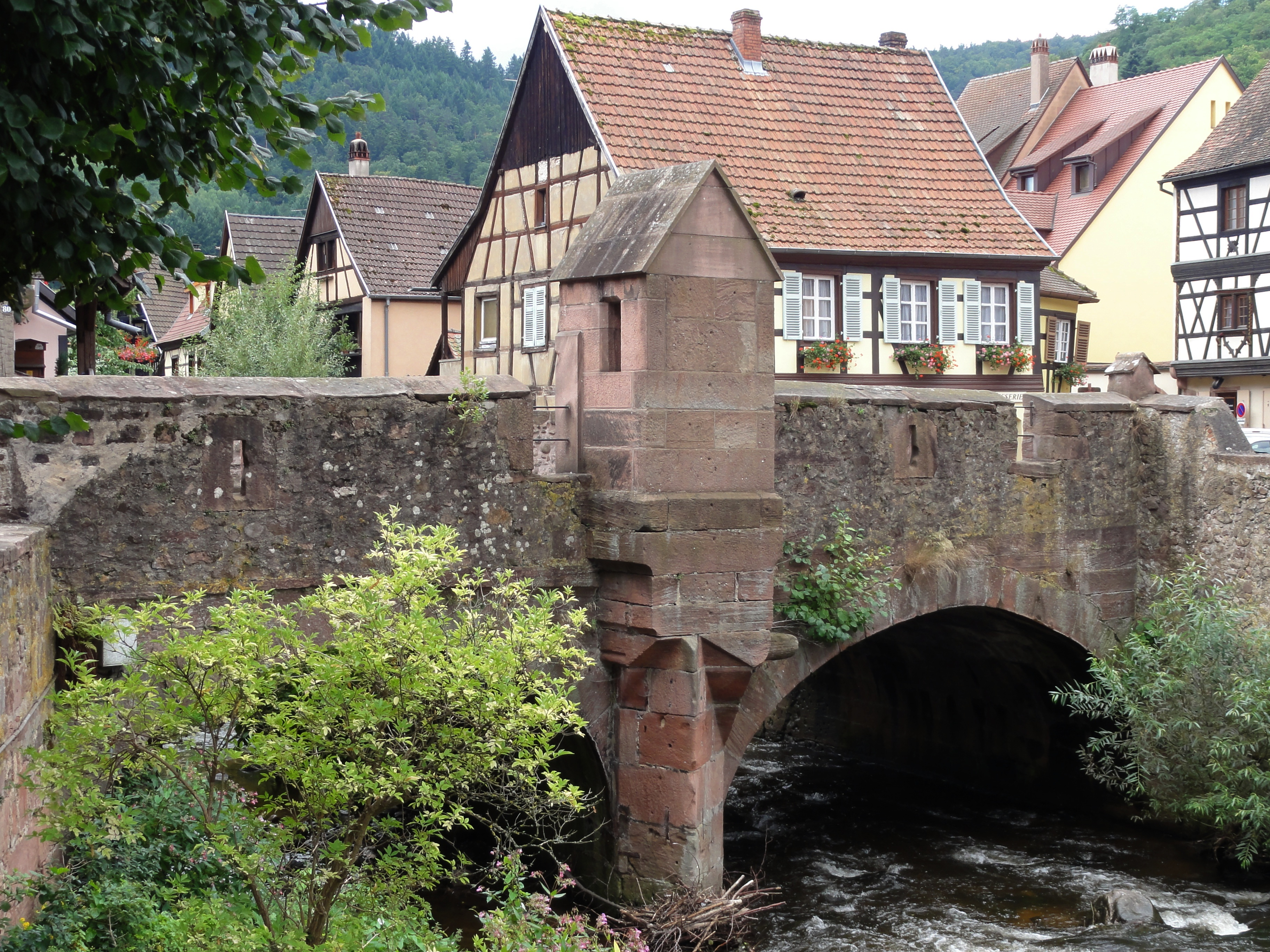
Pont fortifié sur la Weiss
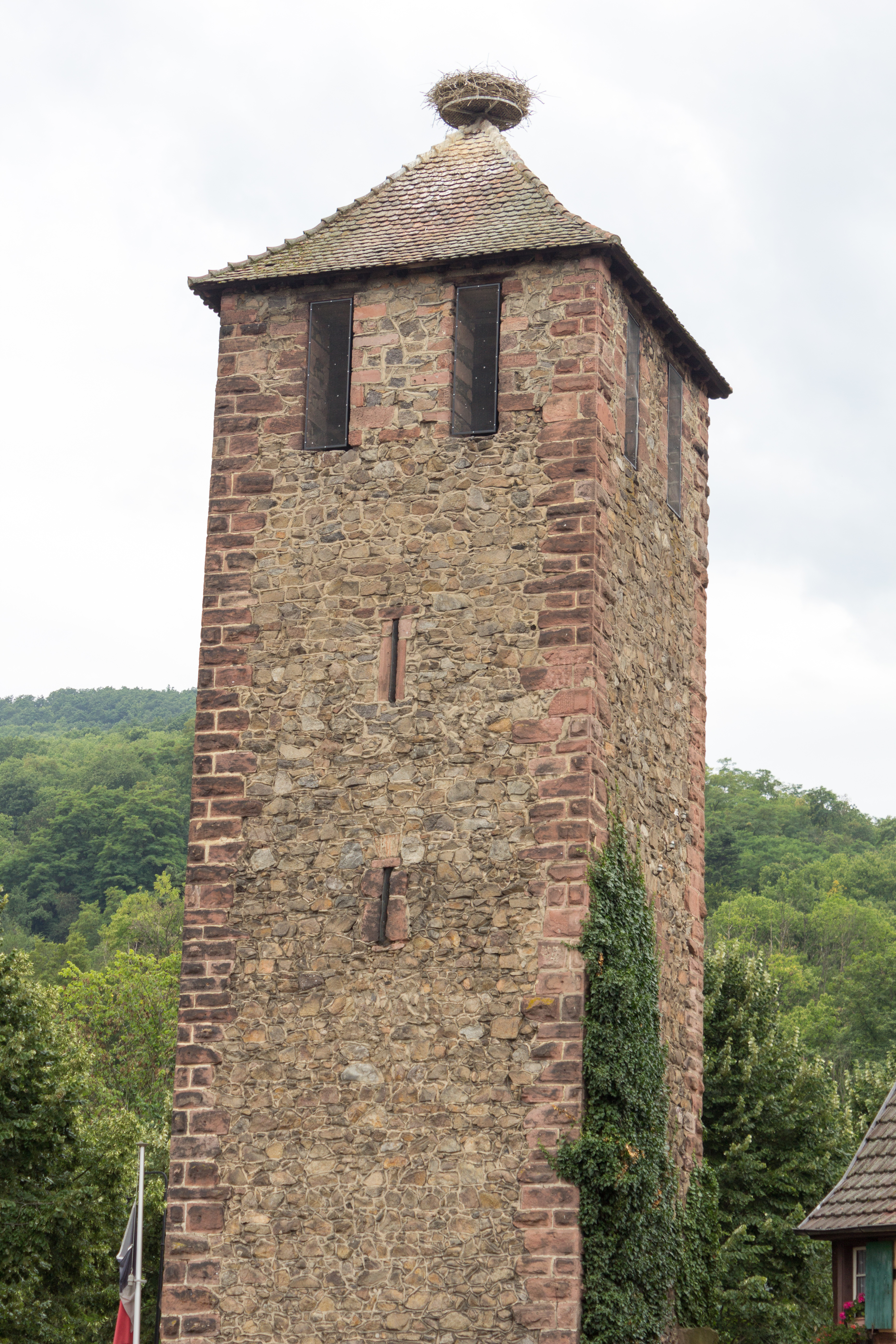
Tour de la Porte haute

### Vieilles maisons[35]
- Maison Herzer (1592)
- Maison Faller Brief (1594)
- Maison Bohn ou Keith (1601)
- Maison Loewert (1739)

Au n° 65 de la rue du Général de Gaulle, maison du XVIe siècle. Avec un oriel d'angle et une Vierge baroque peinte sous la loggia de pignon du XVIIIe siècle. Cette Vierge se trouve sur un croissant de lune. La maison est parfois appelée Maison de la Vierge.

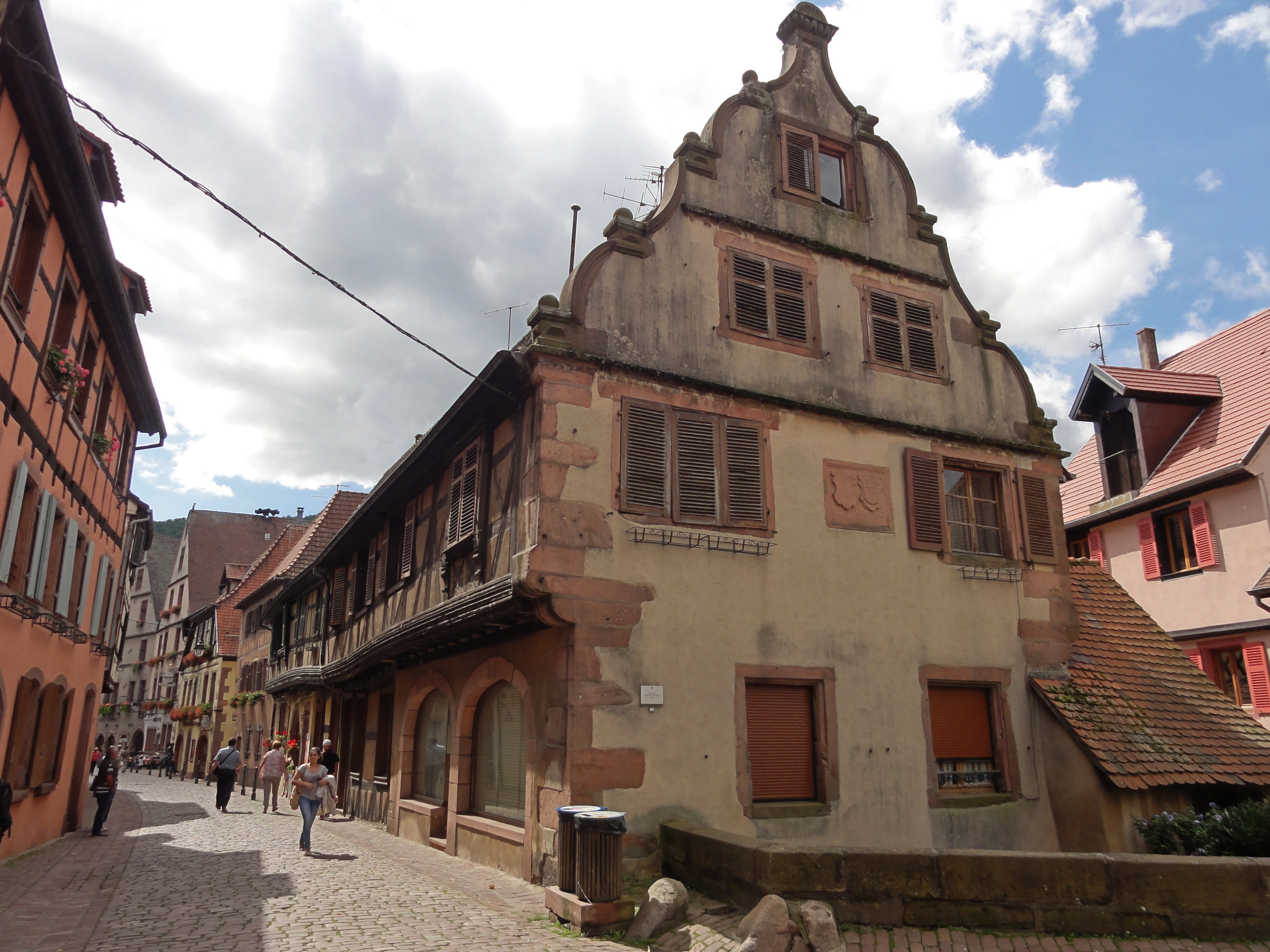
Ancienne boucherie publique (Metzig) (XVIIe)
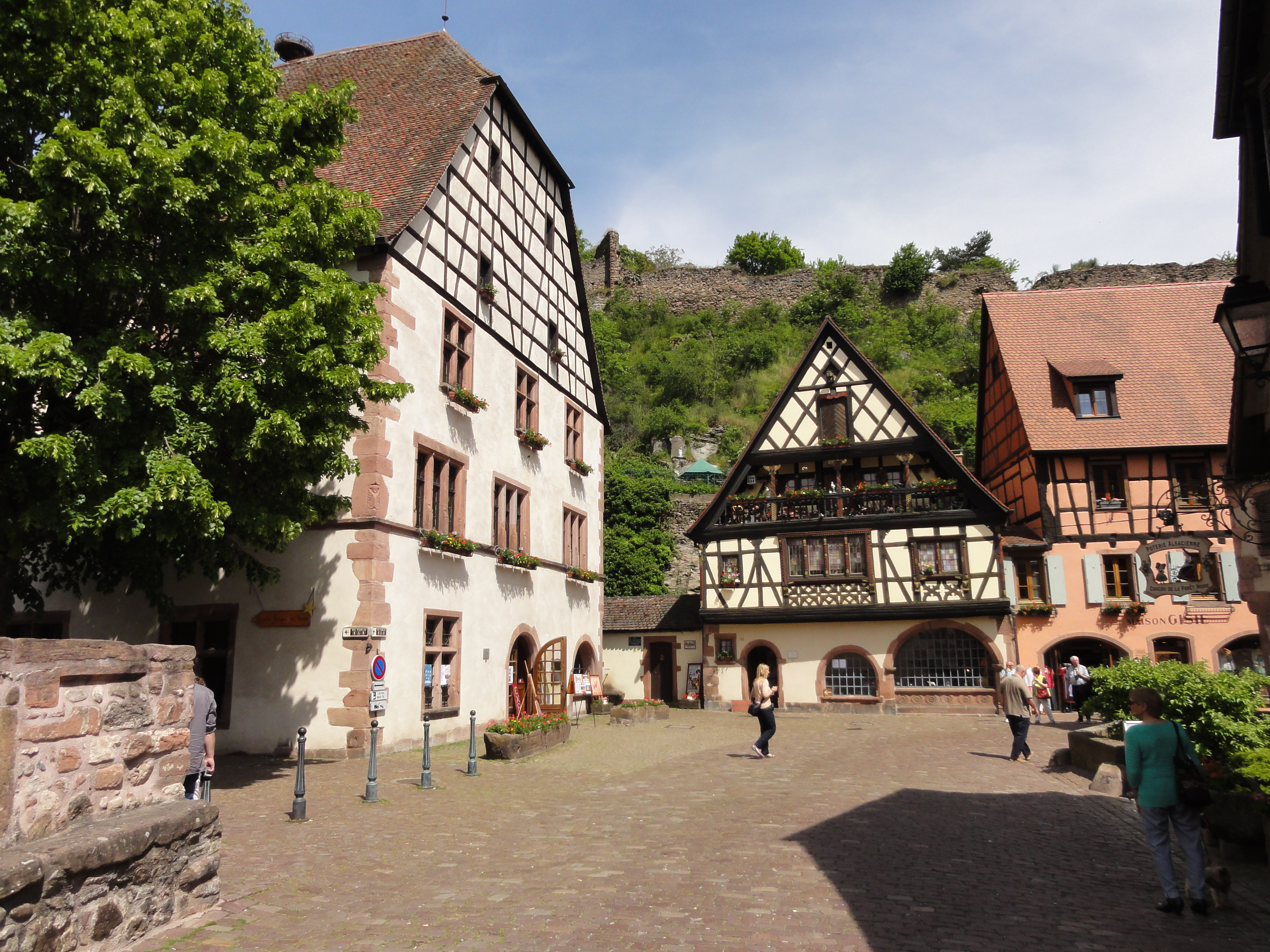
Ancienne maison de bains et Maison Herzer" (XVIe)
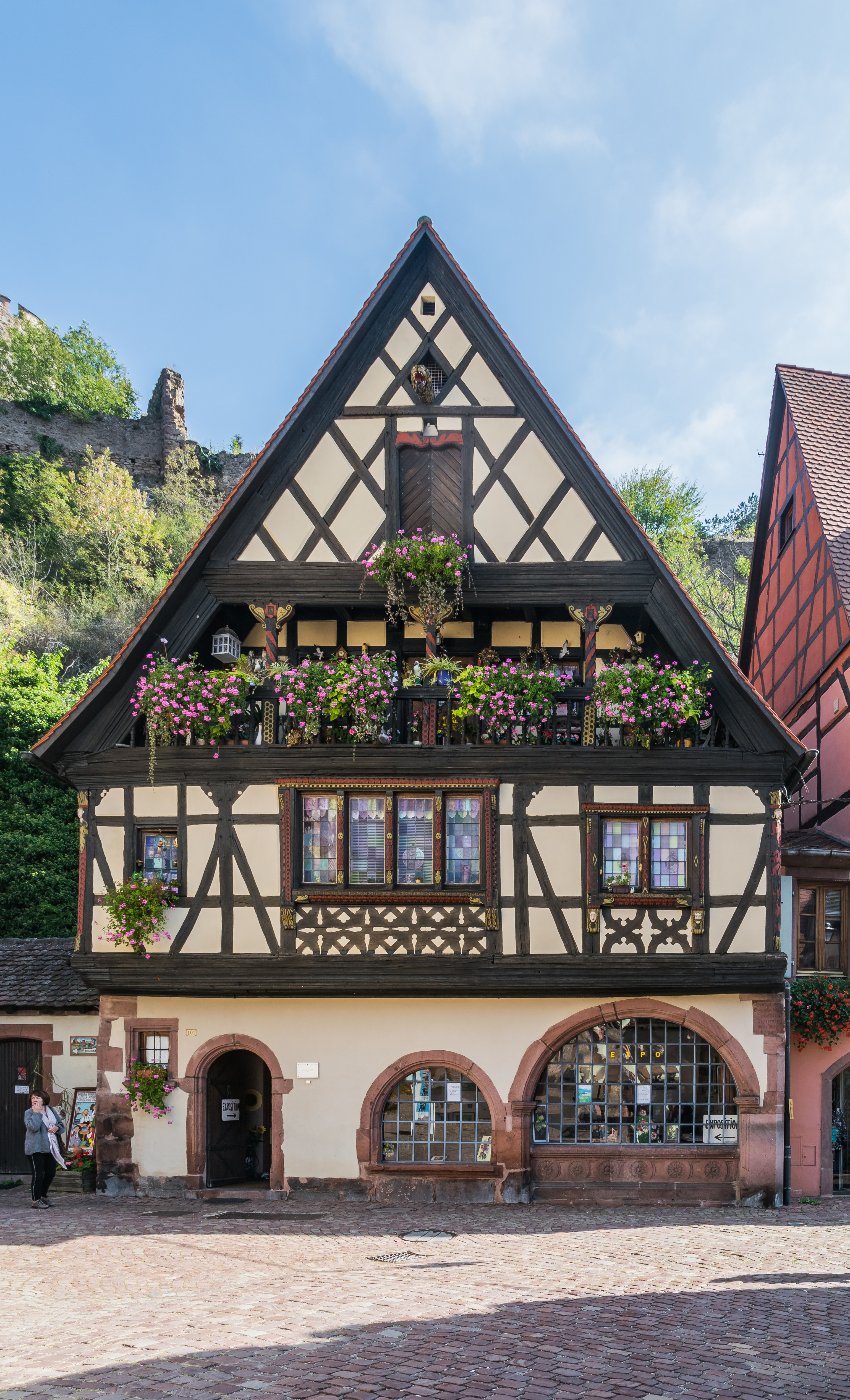
Maison Herzer (1592)
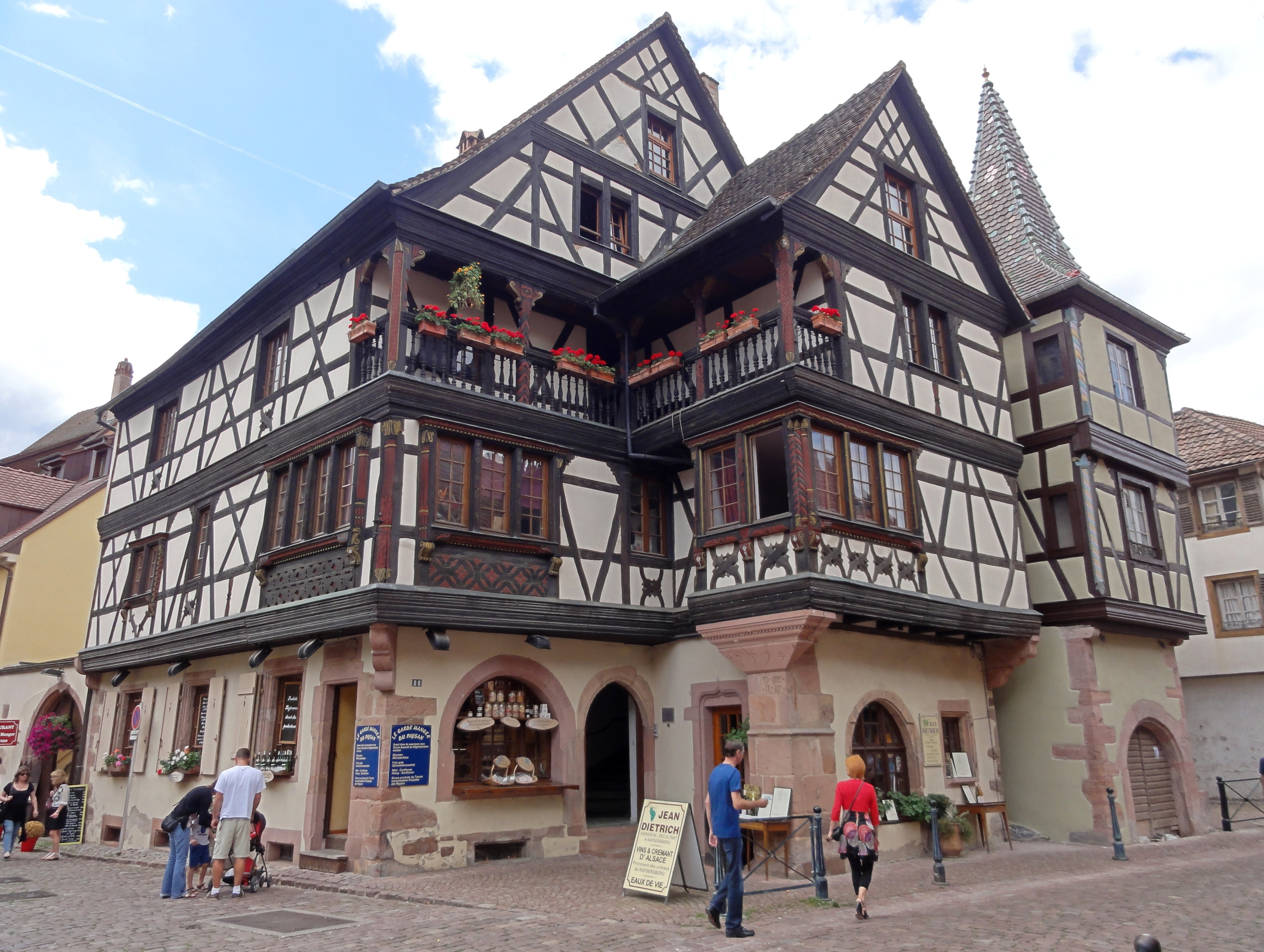
Maison Faller Brief (1594)
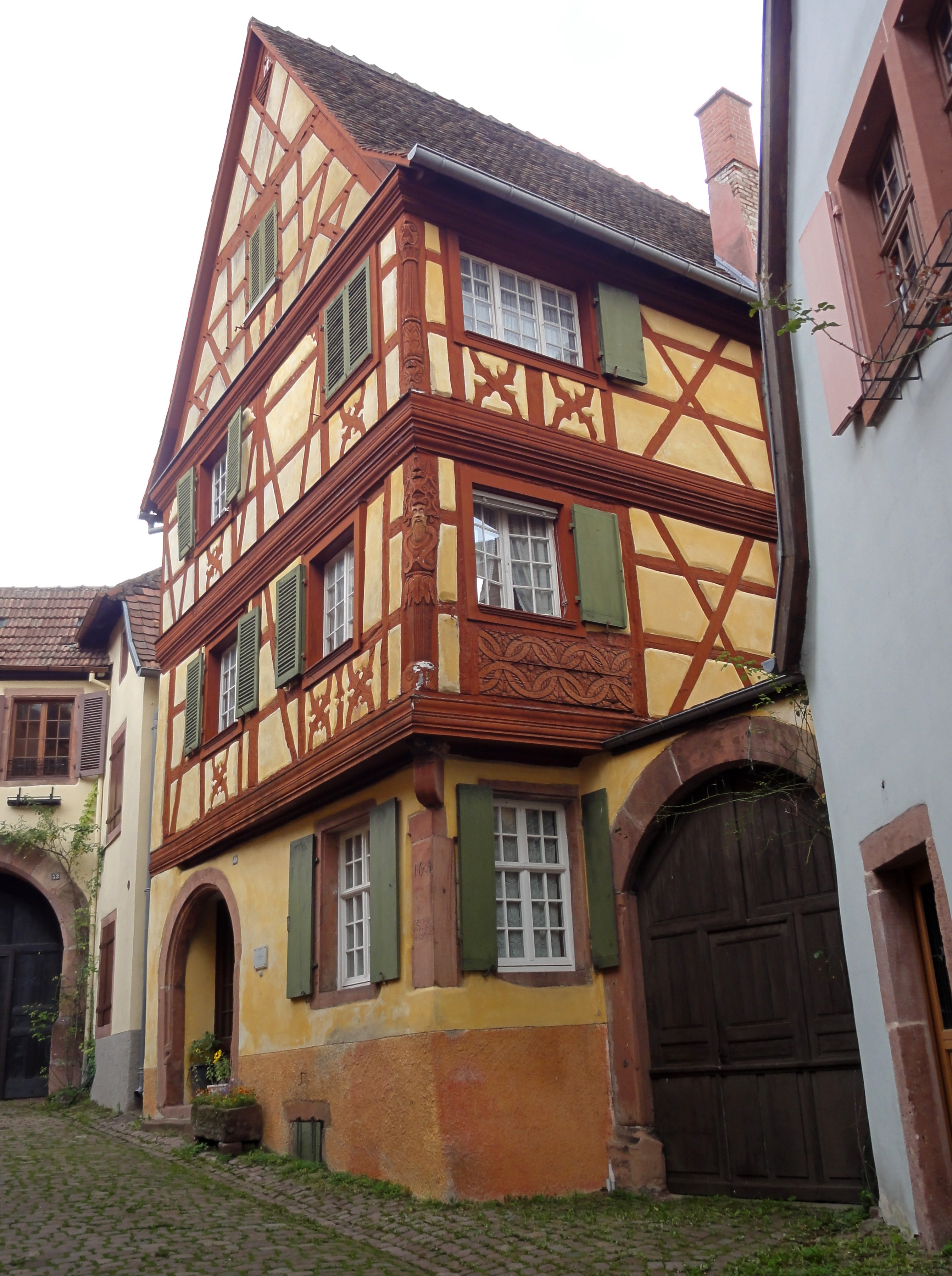
Maison Bohn ou Keith (1601)
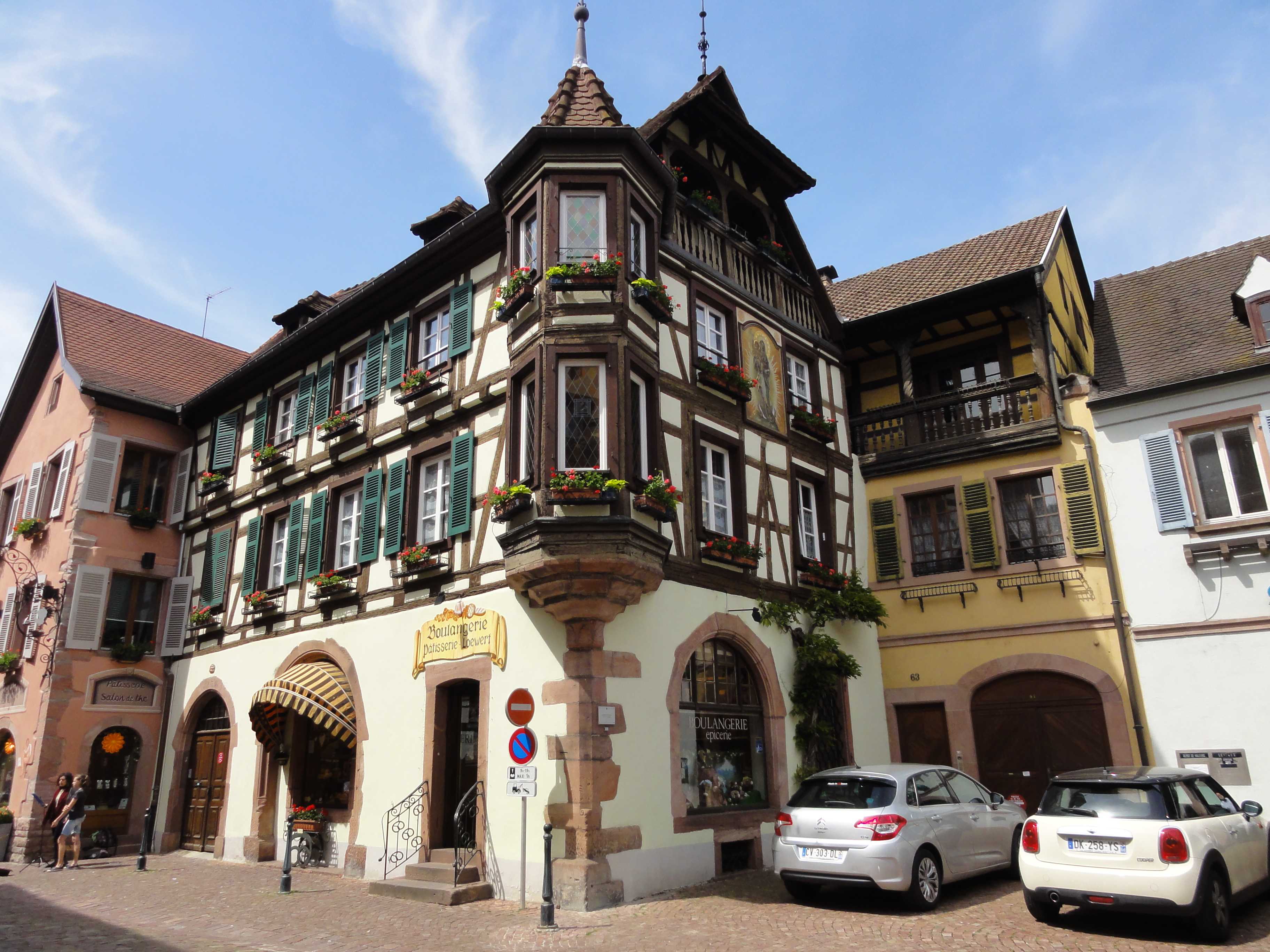
Maison Loewert (XVIIIe)

## Galerie

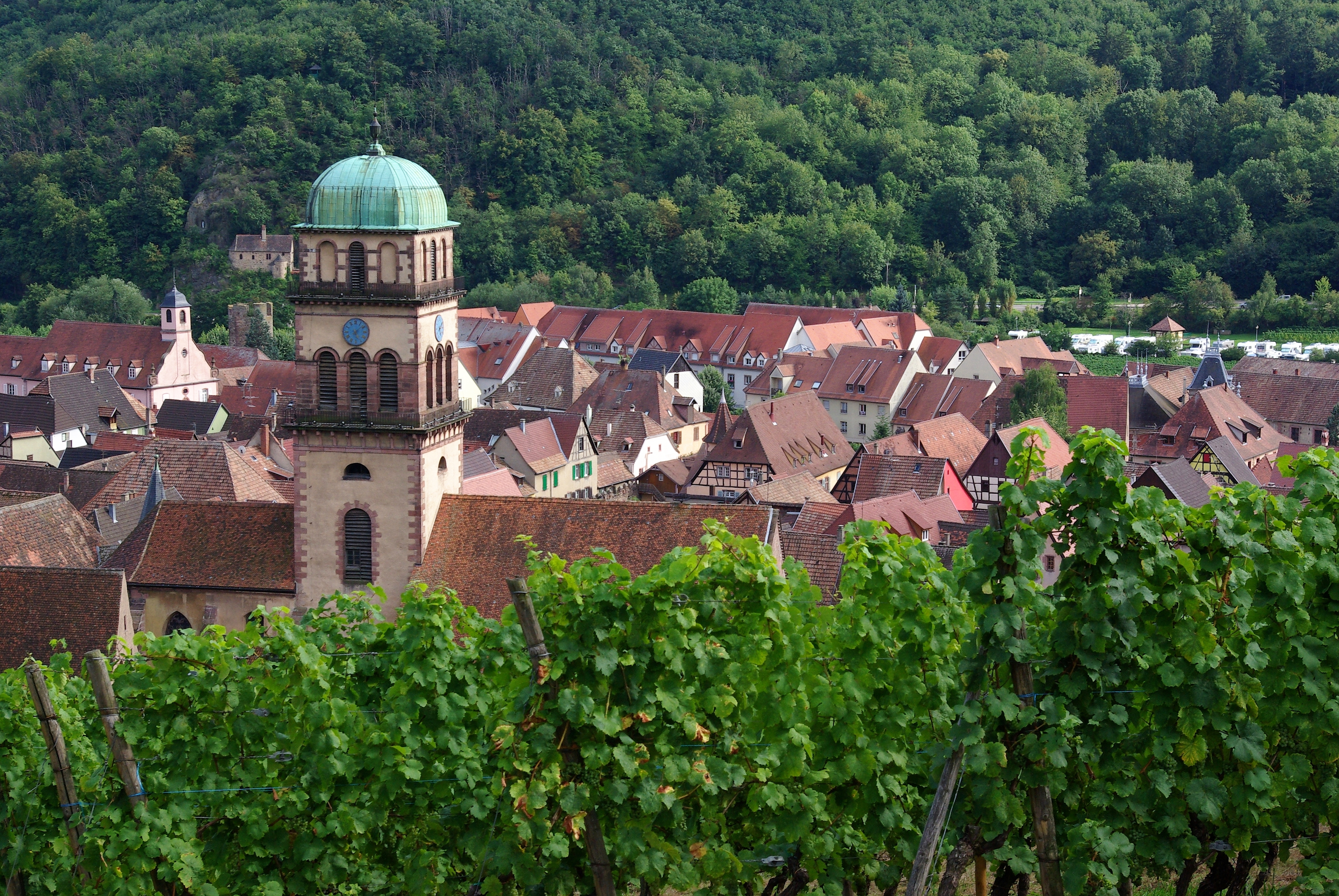
Le clocher vu du Schlossberg
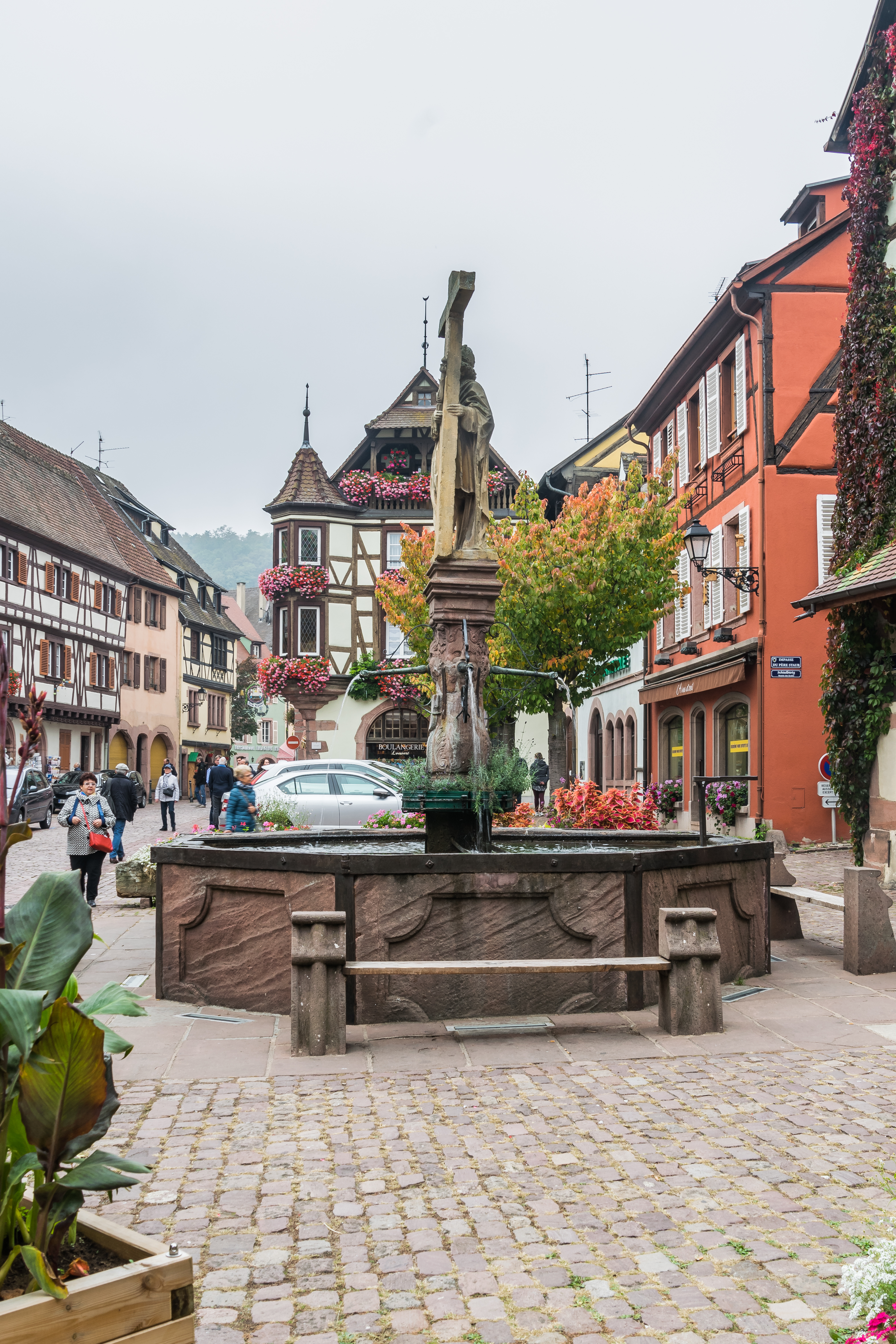
Place Jean Ittel, Fontaine de Constantin
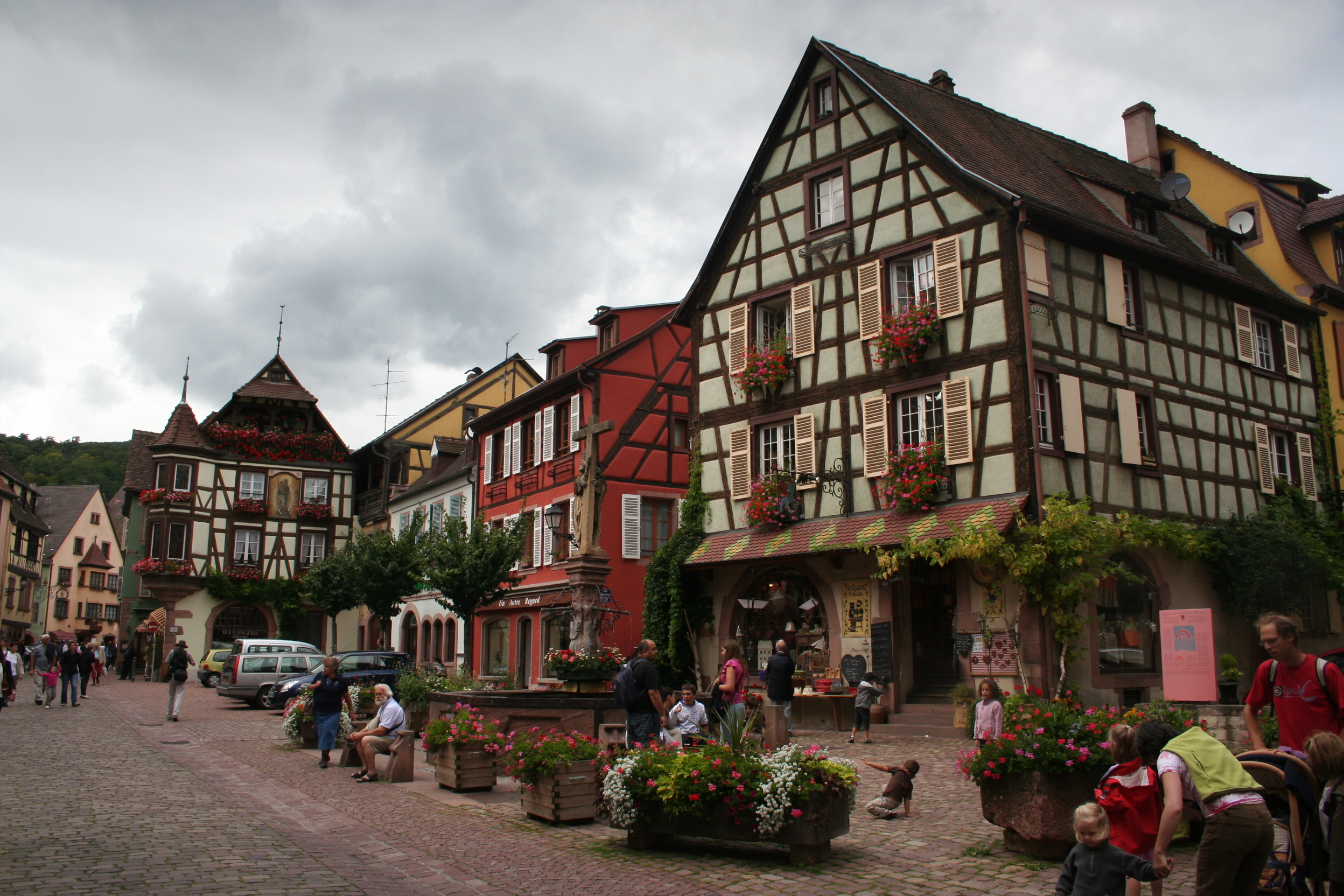
Place Jean Ittel, Fontaine de Constantin
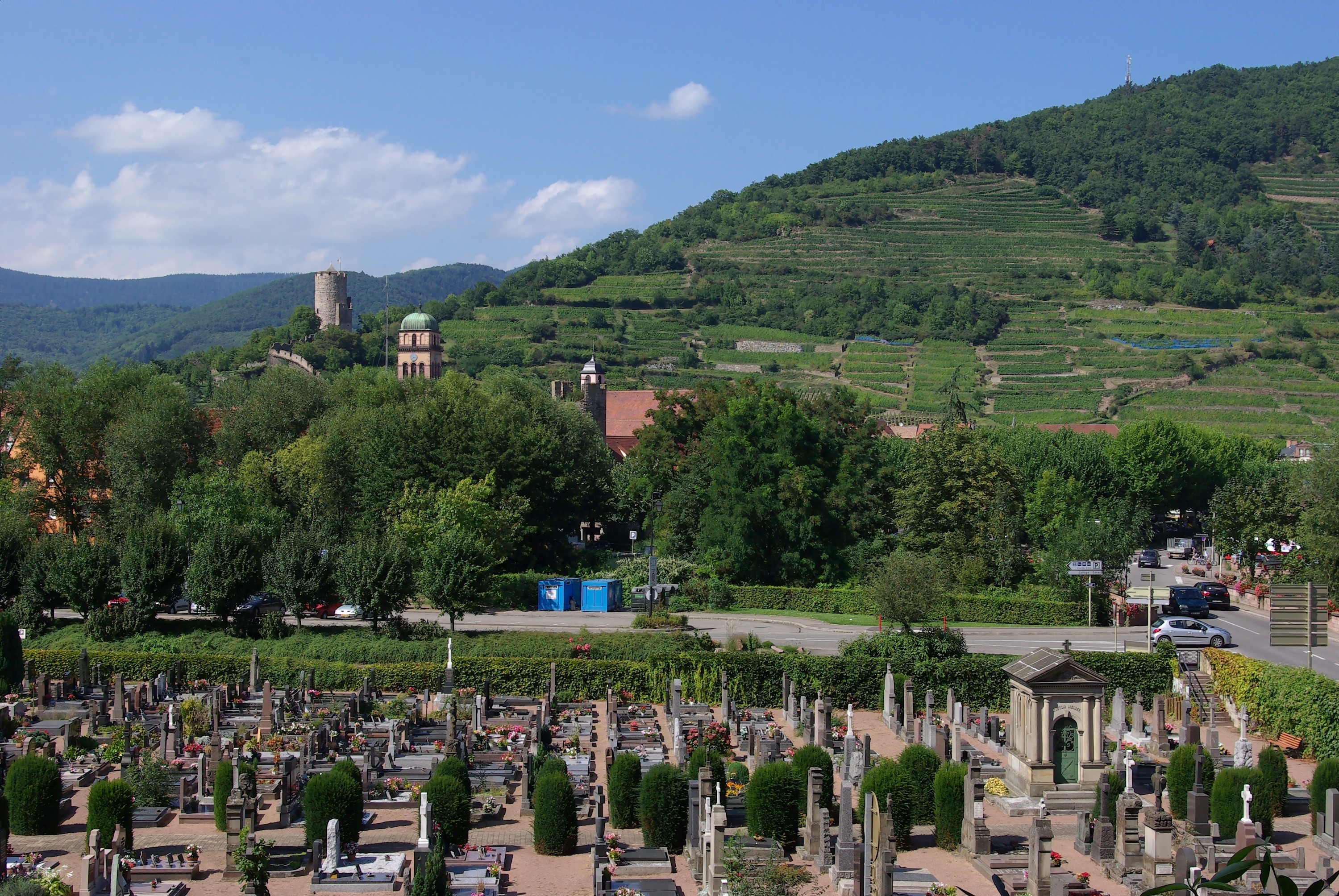
Vue du village depuis le sud

## Personnalités liées à la commune

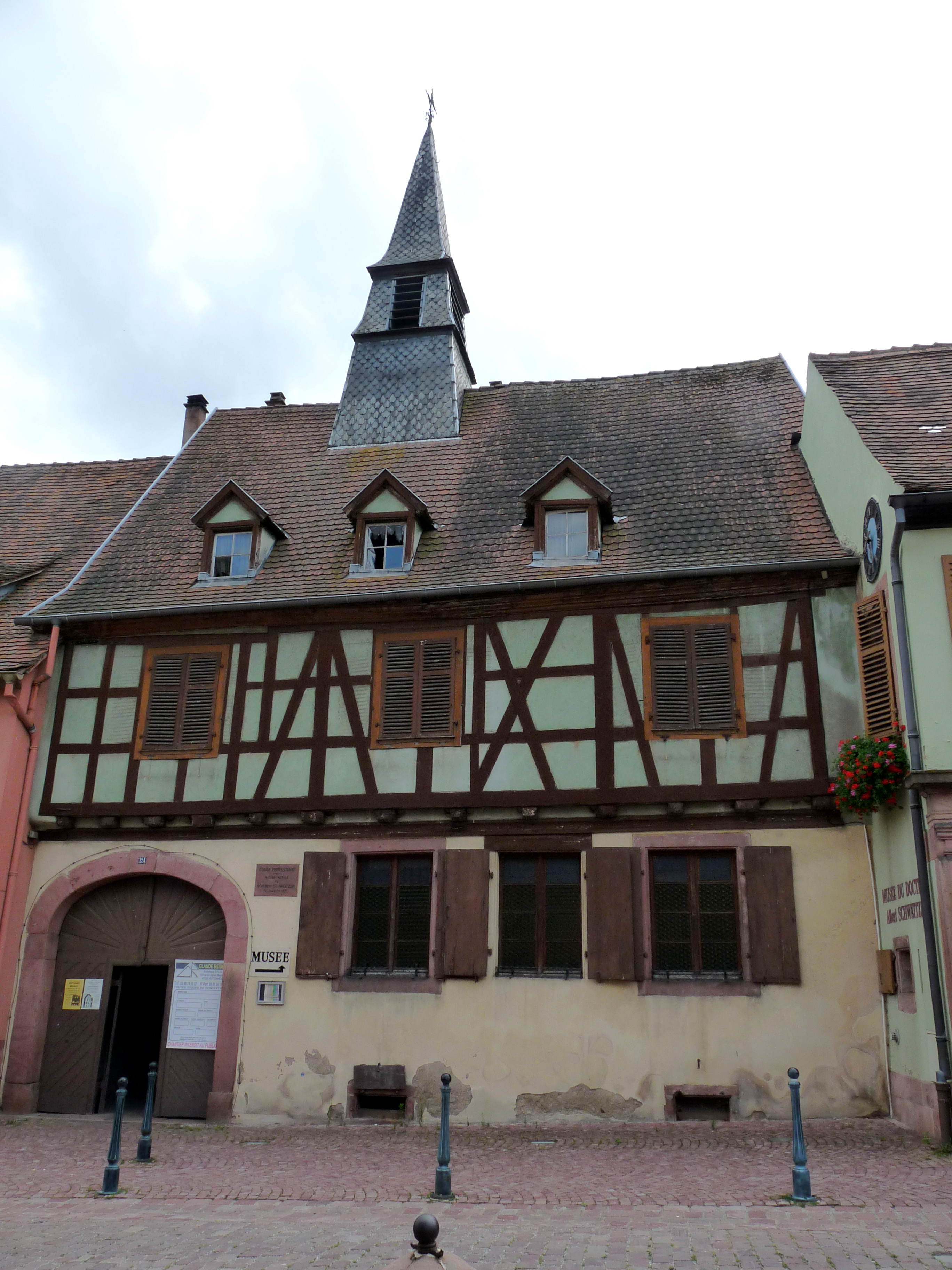
Maison natale d'Albert Schweitzer

- Albert Schweitzer, théologien, musicien, philosophe et médecin, prix Nobel de la paix en 1952, né à Kaysersberg le 14 janvier 1875. Un musée de la ville est consacré à son œuvre hospitalière à Lambaréné (Gabon), le musée Albert-Schweitzer. Il a été aménagé dans la maison natale du médecin et un édifice mitoyen.
- Jean Geiler (1445-1510), docteur en théologie. Né à Schaffhouse. Enterré au pied de la chaire de la cathédrale de Strasbourg, où il prêcha pendant 32 ans. Un monument, sculpté par Charles Geiss de Colmar, lui rend hommage sur la place Jean-Geiler de Kaysersberg.
- François Antoine Meyer (1754-1827), homme politique, député du tiers, aux Etats-Généraux.
- Léonard Willenecker, ermite connu sous le nom de « pénitent de Kaysersberg », y mourut en 1761 après s'être retiré au Rehbach.
- Roger Hassenforder, ancien coureur cycliste, vainqueur de 8 étapes sur le Tour de France entre 1955 et 1959, et qui porta le maillot jaune durant 4 journées sur le Tour de France 1953.
- Henri Stoll, homme politique né à Kaysersberg, maire de Kaysersberg, conseiller général du canton de Kaysersberg et candidat à la primaire d'EELV pour l'élection présidentielle en 2012.
- Henri d'Avout d'Auerstaedt (1909-1998), général de brigade, grand officier de la Légion d'honneur. Il participa à la libération de la ville en 1945 comme capitaine commandant le 2e escadron de chars du 1er régiment de chasseurs d'Afrique et fut fait citoyen d'honneur de la ville pour son action[36].
- Matthieu Zell (1477-1548), père du protestantisme strasbourgeois.
- Urbain Adam, horloger né à Kaysersberg en 1815.
- Pauline Lithard, basketteuse, championne d'Europe U18 en 2012 et vice-championne du Monde U19 en 2013.
- Romain Heinrich, pousseur de bobsleigh, participant aux Jeux Olympiques de Sotchi en 2014.
- Antoine Kohlmann (1771-1836) né à Kaysersberg, missionnaire jésuite français au temps de la Conquête de l'Ouest des États-Unis au XIXe siècle, administrateur apostolique du diocèse de New York sous le nom d´Antony Kohlmann.

## Actualité
- La petite ville de Kaysersberg (et les deux communes voisines d'Ammerschwihr et Kientzheim) sont passées au tout numérique le 27 mai 2009. À cause de la proximité de l’Allemagne et du manque de fréquences disponibles, l’opération s'est faite en deux temps. La mise en place d’un seul multiplex a permis de recevoir d’abord six chaînes en numérique, le lancement des autres chaînes de la TNT a été fait le même jour que l’extinction de l’analogique, le 27 mai 2009
- Le 29 juin 2015, les conseils municipaux des communes de Kaysersberg, Kientzheim et Sigolsheim ont entériné la fusion de leurs trois communes voisines, en une entité unique de plus de 5 000 habitants, sous le nom de Kaysersberg Vignoble. Cela va permettre de réaliser des économies d'échelle et de maintenir les dotations d’État avec une bonification supplémentaire de 5 % (nouvelles communes créées avant 2016)[37].
- La cité a remporté l'édition 2017 de l'émission télévisée Le Village préféré des Français, diffusée le 13 juin, à la suite du vote des téléspectateurs ; elle succède à Rochefort-en-Terre[38].